# ایروان
ایرَوان (در ارمنی Երևան: یِرِوان) (‎/ˌjɛrəˈvɑːn/‎; [jɛɾɛˈvɑn]، ) پایتخت و بزرگ‌ترین شهر جمهوری ارمنستان است. در امتداد رود هرازدان واقع شده است. ایروان مرکز اداری، فرهنگی و صنعتی این کشور است.
ایروان یکی از زیباترین شهرهای قفقاز می‌باشد.
تاریخ ایروان به سده هشتم پیش از میلاد و پیدایش دژ اربونی در سال ۷۸۲ پیش از میلاد در دورترین نقطه غربی دشت آرارات توسط پادشاه آرگیشتی یکم بازمی‌گردد.
شهر ایروان توسط یونسکو به عنوان پایتخت جهانی کتاب در سال ۲۰۱۲ (میلادی) برگزیده شد. ایروان عضو وابسته به شهرهای اروپا است.

## تاریخ
از ۵۰۰۰ سال پیش از میلاد، انسان‌ها در محدوده ایروان زندگی می‌کرده‌اند. استحکامات عصر برنز شامل شنگاویت، تیشبانی و بردادزور در این منطقه یافت شده‌اند. کاوش‌های باستان‌شناسی قلعهٔ اورارتویی به نام اربونی را که در ۷۸۲ (پیش از میلاد) و بنا به امر شاه آرگیشتی یکم بنا شده بود را نمایان ساخت که در محل ایروان فعلی و برای محافظت از حملات قفقازیان شمالی قرار داشت. کانال‌های آبیاری و مخزن آب اورارتویی نیز در این محل کشف شده است. قلعه تیش‌ابیانی (کارمیربلور) به دست سیت‌ها در ۵۸۵ (پیش از میلاد) تخریب شد.
بین سده‌های ۶ و ۴ پیش از میلاد، ایروان یکی از مراکز مهم قلمرو ساتراپ ارمنی در امپراتوری هخامنشی بود. دوره زمانی بین سده‌های ۴ و ۳ پیش از میلاد نیز به عصر سیاه ایروان معروف است چراکه دانش تاریخی دربارهٔ آنچه در این دوره بر ایروان گذشت در دسترس نیست. نخستین کلیسا در ایروان، کلیسای سنت پیتر و پاول در سده پنجم ساخته شد که در ۱۹۳۱ (میلادی) به دست روس‌ها تخریب گشت تا از زمین آن برای ساختن سینما مسکو استفاده شود.
در دوران عظمت اعراب، ایروان در ۶۵۸ (میلادی) به دست آن‌ها افتاد. از آن زمان به مرکزی استراتژیک به عنوان گذرگاه کاروان‌های بازرگانی اروپا و هند مبدل شد. از سده هفتم به بعد نام ایروان به این شهر اطلاق شد و بین سده‌های ۹ و ۱۱ و بیش از حمله سلجوقیان، ایروان بخش امنی در دودمان باگراتونی بود.
ایروان در ۱۳۸۷ (میلادی) به چنگ تیمور درآمد و به تاراج رفت. شهر به عنوان مرکز اجرایی ایلخانیان درآمد، و به لحاظ اهمیت راهبردی خود در طی قرن‌ها، بارها میان عثمانی‌ها و ایرانیان رد و بدل شد. در اوج جنگ‌های میان ایران و عثمانی در ۱۵۱۳ تا ۱۷۳۷ (میلادی)، شهر ۱۴ بار دست به دست شد. در دوران شاه عباس اول و در ۱۶۰۴ (میلادی)، ده‌ها هزار ارمنی به ایران کوچانده شدند. نخستین نتایج این کوچ‌ها این بود که درصد مسلمانان ساکن در این شهر به ۸۰ درصد رسید در حالیکه جمعیت ارمنیان محلی باقی‌مانده در سرزمین به ۲۰ درصد هم نمی‌رسید.
ژان شاردن، جهانگرد فرانسوی، از ایروان بازدید کرد و در کتابش، شرحی از این شهر را ذکر کرده است. زمین‌لرزه سهمگین ۷ ژوئن ۱۶۷۹ ارمنستان شهر ایروان را تخریب نمود.
در طی جنگ ایران و روس، و در تاریخ ۱ اکتبر ۱۸۲۷ شهر ایروان به دست ارتش روس (تحت ریاست ایوان پاسکویچ) افتاد و در ۱۸۲۸ (میلادی) و بر اساس عهدنامه ترکمانچای رسماً از تسلط ایرانیان خارج شد.
حاجی سیاح در سفرنامه خود می‌نویسد: 
«شهری است در نهایت پاکیزگی. روی بازارها نپوشیده. میدان بسیار وسیع. باغچه‌های متعدد به اطراف میدان که برای تفرج مردم ساخته‌اند… روانه قلعه شدم خندق و باره بسیار محکم. داخل شده نزدیکی مسجدی بسیار خوبی بود. در آن قلعه چند سربازخانه برای سربازان و مجلسی برای مقصرین بود. از آنجا گذشتم گفتند جای سیاحت باغ حسن خان است، روانه گشتم باغی دیدم در نهایت صفا و طراوت. در وسط آن کلاه فرنگی به وضع ایران داشت…»

### حکمرانی ایرانیان

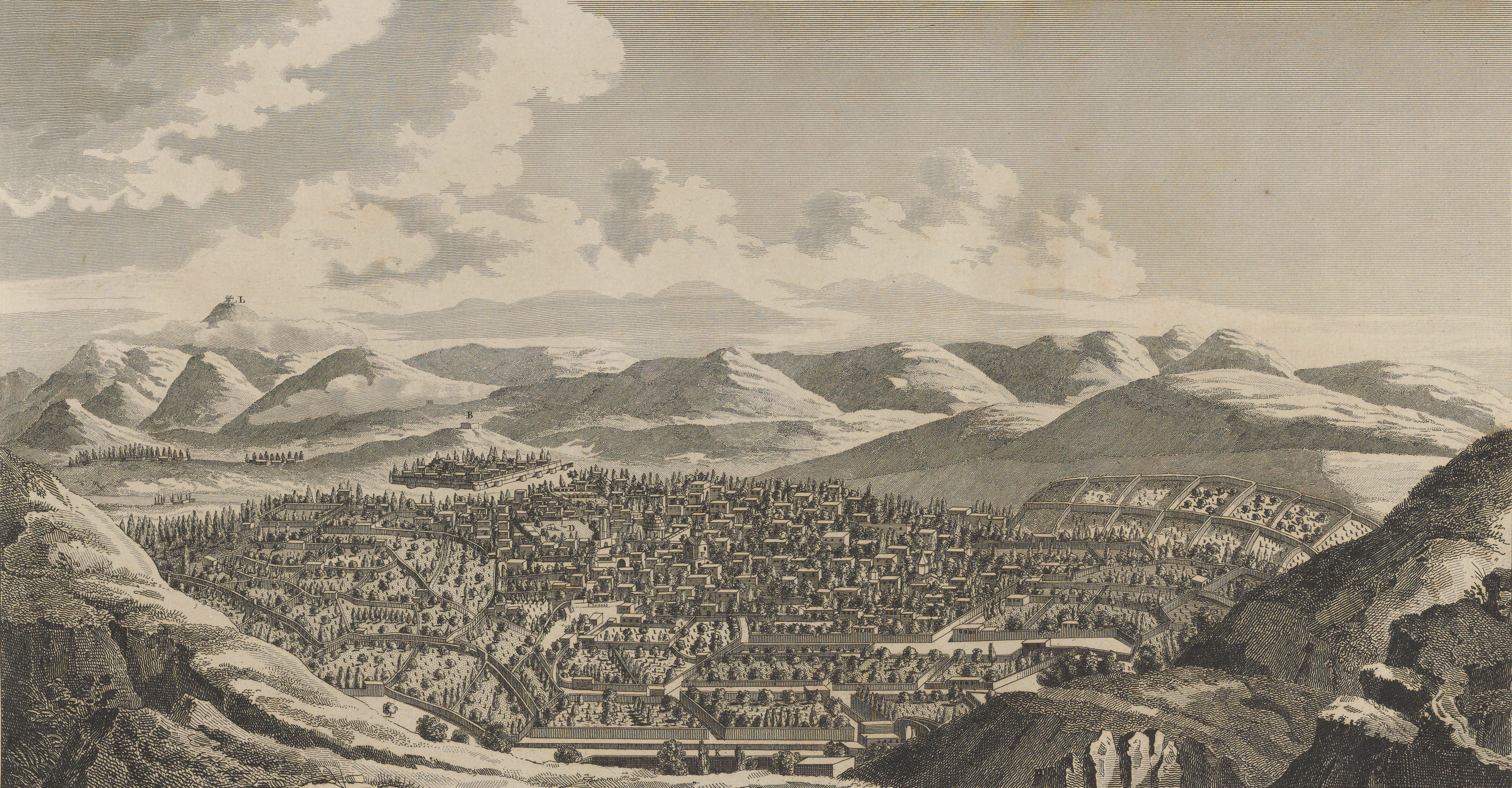
نقاشی از ایروان اثر ژان شاردن در ۱۶۷۳ در حین سفر او در ایران صفوی

در ۱۵۰۱–۰۲ میلادی، بیشتر قلمروی ارمنستان شرقی به سرعت به دست شاه ایران شاه اسماعیل یکم از دودمان صفویان فتح شد. کوتاه مدتی پس از آن در ۱۵۰۲, ایروان مرکز «بیگلربیگی ایروان» از قلمروهای جدید اداری ایران شد که صفویان آن را ایجاد کردند. در سه قرن بعد، به استثنای وقفه‌های مختصر، در حاکمیت ایران باقی ماند. بر سر ایروان -که عثمانی‌ها آن را «روان» می‌خواندند- در ابتدا به دلیل موقعیت استراتژیکش غالباً جنگ درمی‌گرفت و بین قلمروی امپراتوری‌های رقیب صفوی و عثمانی دست به دست می‌شد، تا این که به‌طور دائم در کنترل دودمان صفویان قرار گرفت. در سال ۱۵۵۵, ایران مالکیت مشروع خود بر ایروان را از طریق پیمان آماسیه با عثمانی تحکیم کرده بود.
جنگ عثمانی و صفوی اندکی پیش از مرگ پدر احمد یکم (محمد سوم) آغاز شده بود. احمد یکم پس از به تخت نشستن، زاده یوسف سنان پاشا را به عنوان رهبر سپاه شرق منصوب کرد. ارتش عثمانی در ۱۵ ژوئن ۱۶۰۴ از قسطنطنیه حرکت کرد اما خیلی دیر شده بود، و زمانی که در ۸ نوامبر ۱۶۰۴ به جبهه شرقی رسید، ارتش صفوی ایروان را تصرف کرد و وارد ایالت قارص شد و فقط قوای عثمانی می‌توانست در آخالتسیخه آنها را متوقف کند. با وجود مساعد بودن شرایط، یوسف سینان پاشا تصمیم گرفت برای زمستان در وان بماند، اما پس از آن به ارزروم لشکر کشید تا از حمله صفویان جلوگیری کند. این امر باعث ناآرامی در سپاه عثمانی شد و آن سال عملاً برای عثمانی‌ها هدر رفت و بی‌نتیجه ماند.
در ۱۵۸۲–۱۵۸۳, عثمانی‌ها به رهبری سردار فرهاد پاشا مختصرا ایروان را گرفتند. فرهادپاشا توانست قلعه ایروان را بر خرابه‌های دژ باستانی هزارساله ارمنی بر کرانه‌های رود هرازدان بسازد. به هر روی سلطه عثمانی در سال ۱۶۰۴ با بازپس‌گیری ایروان به دست ایرانیان در نتیجه جنگ ایران و عثمانی (۱۶۱۸–۱۶۰۳) خاتمه پیدا کرد.
شاه عباس یکم که از ۱۵۸۸ تا ۱۶۲۹ حکومت کرد، دستور اخراج هزاران ارمنی از جمله شهروندان ایروان به درون سرزمین ایران را صادر کرد. در نتیجه ایروان بخش قابل توجهی از جمعیت ارمنی اش را که از دست داد و به ۲۰٪ جمعیت کاهش یافت و مسلمانان از جمله فارسی زبانان، ترک‌ها، کردها و تاتارها با ۸۰٪ از جمعیت شهر تسلط پیدا کردند. مسلمانان یا یکجانشین، شبه یکجانشین، یا کوچ رو بودند. ارامنه عموماً در محله کوند ایروان و حومه روستایی شهر زندگی می‌کردند. به هر روی، ارامنه بر بسیاری از مشاغل و تجارت در شهر سیطره داشتند و اهمیت اقتصادی زیادی برای دستگاه اداری ایرانی داشتند.

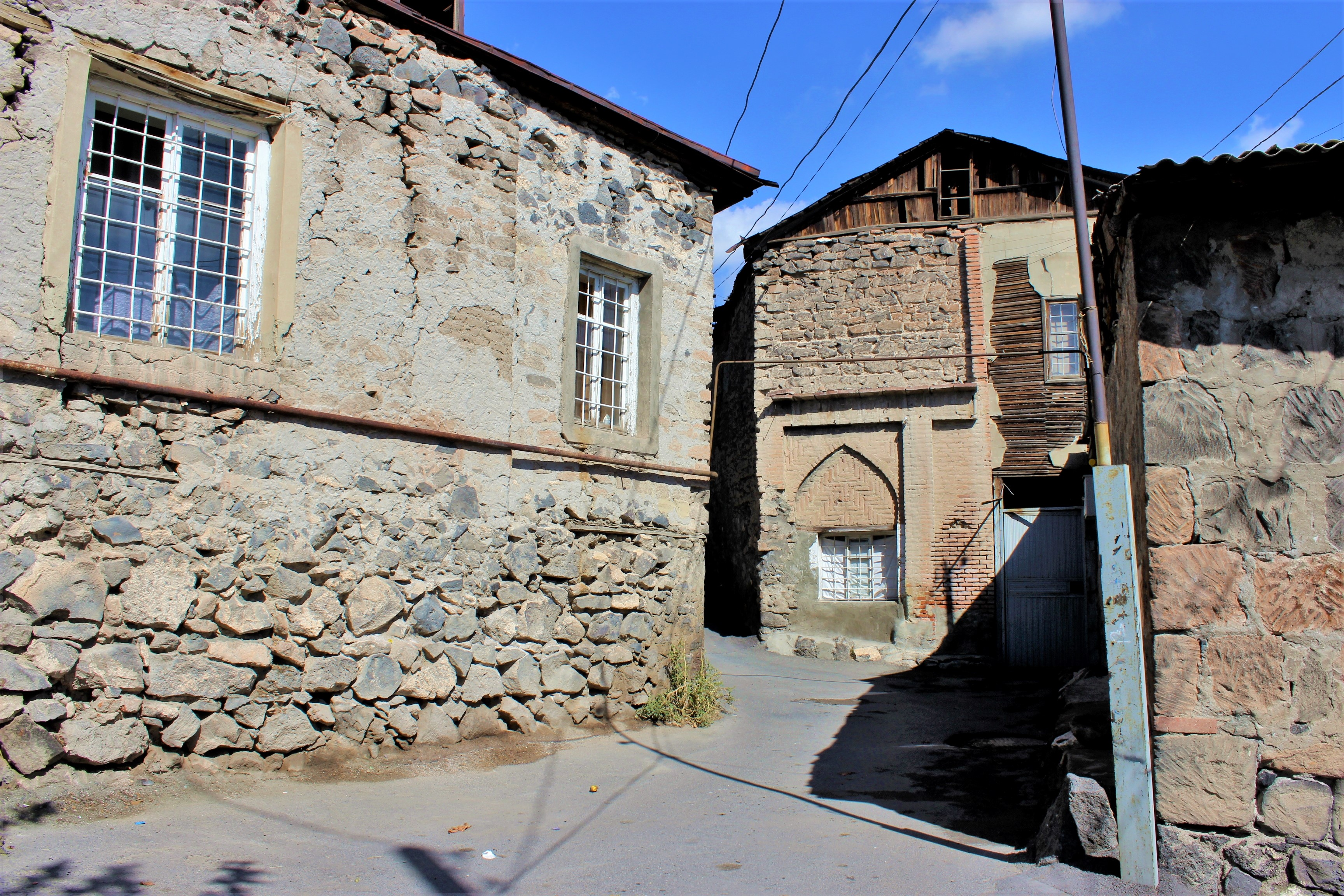
کوند، ایروان، از محلات تاریخی ایروان، ایجاد شده در قرن هفدهم

### حکمرانی روس‌ها
در جریان جنگ دوم ایران و روسیه در قرن نوزهم میلادی، جنگ ۱۸۲۶–۱۸۲۸ ایران و روسیه، سربازان روسی به فرماندهی ژنرال ایوان پاسکویچ ایروان را در ۱ اکتبر ۱۸۲۷ فتح کردند
. ایرانی‌ها رسماً در سال ۱۸۲۸ در پی عهدنامه ترکمانچای ایروان را واگذار کردند. پس از ۳ قرن سیطره ایران، ایروان به همراه بقیه ارمنستان شرقی به عنوان «ابلاست ارمنستان» تعیین شد، و ارمنستان روسیه به صورت بخشی از امپراتوری روسیه درآمد، که تا زمان فروپاشی این امپراتوری در سال ۱۹۱۷ برقرار بود. روس‌ها از فرایند مهاجرت معکوس جمعیت ارمنی از ایران و ترکیه حمایت کردند. با اسکان مجدد جمعیت ارمنی، درصد ارامنه در ایروان از ۲۸٪ به ۵۳٬۸٪ افزایش یافت. نیت از اسکان مجدد ایجاد یک سد دفاعی روسی در خاورمیانه بود. در سال ۱۸۲۹, مهاجران ارمنی از ایران در شهر سکنی داده شدند و بخش جدیدی از شهر ساخته شد.

## جغرافیا
ایروان در دامنهٔ کوه آرارات و بر کرانهٔ رود هرازدان بنا شده است و جمعیت آن در سال ۱۹۸۹ (میلادی)، ۱٬۲۰۱٬۵۳۹ نفر سرشماری شده است. این شهر در تقسیمات کشور ارمنستان تابع هیچ استانی نیست و در واقع در مرز چهار استان کوتایک در شمال، آرارات در جنوب، آرماویر در جنوب غربی و آراگاتسوتن در شمال غربی قرار دارد. ارتفاع این شهر از سطح دریا از بین ۹۰۰ متر تا ۱۳۰۰ متر می‌باشد.
شهر ایروان از مراکز مهم اصلی صنعتی، فرهنگی، و علمی منطقهٔ قفقاز است. خطوط راه‌آهن گسترده‌ای از این شهر منشعب شده و شهر مرکز بازرگانی فراورده‌های کشاورزی است. علاوه بر این، کارخانه‌های ایروان در زمینه فراوری فلزات، ماشین‌افزار، لوازم برقی، شیمیایی، بافندگی و غذایی فعالیت دارند.

### آب و هوا
| داده‌های اقلیم ایروان              | داده‌های اقلیم ایروان | داده‌های اقلیم ایروان | داده‌های اقلیم ایروان | داده‌های اقلیم ایروان | داده‌های اقلیم ایروان | داده‌های اقلیم ایروان | داده‌های اقلیم ایروان | داده‌های اقلیم ایروان | داده‌های اقلیم ایروان | داده‌های اقلیم ایروان | داده‌های اقلیم ایروان | داده‌های اقلیم ایروان | داده‌های اقلیم ایروان |
| ماه                               | ژانویه               | فوریه                | مارس                 | آوریل                | مه                   | ژوئن                 | ژوئیه                | اوت                  | سپتامبر              | اکتبر                | نوامبر               | دسامبر               | سال                  |
| --------------------------------- | -------------------- | -------------------- | -------------------- | -------------------- | -------------------- | -------------------- | -------------------- | -------------------- | -------------------- | -------------------- | -------------------- | -------------------- | -------------------- |
| سابقهٔ بیش‌ترین °C (°F)             | ۱۹٫۵ (۶۷)            | ۱۹٫۶ (۶۷)            | ۲۶٫۰ (۷۹)            | ۳۵٫۰ (۹۵)            | ۳۴٫۲ (۹۴)            | ۳۸٫۶ (۱۰۱)           | ۴۱٫۶ (۱۰۷)           | ۴۱٫۸ (۱۰۷)           | ۴۰٫۰ (۱۰۴)           | ۳۴٫۱ (۹۳)            | ۲۸٫۵ (۸۳)            | ۱۸٫۱ (۶۵)            | ۴۱٫۸ (۱۰۷)           |
| میانگین بیش‌ترین °C (°F)           | ۰٫۶ (۳۳)             | ۳٫۷ (۳۹)             | ۱۱٫۷ (۵۳)            | ۱۹٫۵ (۶۷)            | ۲۴٫۳ (۷۶)            | ۲۹٫۶ (۸۵)            | ۳۴٫۰ (۹۳)            | ۳۳٫۰ (۹۱)            | ۲۹٫۰ (۸۴)            | ۲۰٫۷ (۶۹)            | ۱۲٫۱ (۵۴)            | ۴٫۵ (۴۰)             | ۱۸٫۵ (۶۵)            |
| میانگین روزانه °C (°F)            | −۴٫۱ (۲۵)            | −۱٫۳ (۳۰)            | ۵٫۶ (۴۲)             | ۱۲٫۹ (۵۵)            | ۱۷٫۲ (۶۳)            | ۲۲٫۰ (۷۲)            | ۲۶٫۲ (۷۹)            | ۲۵٫۳ (۷۸)            | ۲۱٫۱ (۷۰)            | ۱۳٫۲ (۵۶)            | ۶٫۰ (۴۳)             | −۰٫۲ (۳۲)            | ۱۲٫۰ (۵۴)            |
| میانگین کم‌ترین °C (°F)            | −۷٫۸ (۱۸)            | −۵٫۳ (۲۲)            | ۰٫۳ (۳۳)             | ۶٫۹ (۴۴)             | ۱۰٫۸ (۵۱)            | ۱۴٫۷ (۵۸)            | ۱۸٫۸ (۶۶)            | ۱۷٫۸ (۶۴)            | ۱۳٫۳ (۵۶)            | ۷٫۰ (۴۵)             | ۱٫۴ (۳۵)             | −۳٫۶ (۲۶)            | ۶٫۲ (۴۳)             |
| سابقهٔ کم‌ترین °C (°F)              | −۲۷٫۶ (−۱۸)          | −۲۶ (−۱۵)            | −۱۹٫۱ (−۲)           | −۶٫۸ (۲۰)            | −۰٫۶ (۳۱)            | ۳٫۷ (۳۹)             | ۷٫۵ (۴۶)             | ۷٫۹ (۴۶)             | ۰٫۱ (۳۲)             | −۶٫۵ (۲۰)            | −۱۴٫۴ (۶)            | −۲۷٫۱ (−۱۷)          | −۲۷٫۶ (−۱۸)          |
| بارندگی میلی‌متر (اینچ)            | ۲۲ (۰٫۸۷)            | ۲۵ (۰٫۹۸)            | ۳۰ (۱٫۱۸)            | ۳۷ (۱٫۴۶)            | ۴۴ (۱٫۷۳)            | ۲۱ (۰٫۸۳)            | ۹ (۰٫۳۵)             | ۸ (۰٫۳۱)             | ۸ (۰٫۳۱)             | ۲۷ (۱٫۰۶)            | ۲۳ (۰٫۹۱)            | ۲۳ (۰٫۹۱)            | ۲۷۷ (۱۰٫۹۱)          |
| میانگین روزهای بارندگی (≥ ۹۲)     | ۹                    | ۹                    | ۸                    | ۱۱                   | ۱۳                   | ۸                    | ۵                    | ۳                    | ۴                    | ۷                    | ۷                    | ۸                    | ۹۲                   |
| میانگین روزانه ساعت‌های تابش آفتاب | ۹۳٫۰                 | ۱۱۳٫۱                | ۱۶۱٫۲                | ۱۷۷٫۰                | ۲۴۱٫۸                | ۲۹۷٫۰                | ۳۴۴٫۱                | ۳۳۱٫۷                | ۲۷۹٫۰                | ۲۱۰٫۸                | ۱۳۸٫۰                | ۹۳٫۰                 | ۲٬۴۷۹٫۷              |
| منبع: سازمان جهانی هواشناسی (UN), |                      |                      |                      |                      |                      |                      |                      |                      |                      |                      |                      |                      |                      |

## دولت و سیاست

### تقسیمات شهری

دوازده ناحیه ایروان

شهر ایروان به دوازده ناحیه شهری (ارمنی: վարչական շրջան، varčakan šrĵan) تقسیم شده است. مجموع مساحت دوازده ناحیه ایروان ۲۲۳ کیلومتر مربع (۸۶ مایل مربع) می‌باشد.
| نام                   | نام به ارمنی     | جمعیت (آمار ۲۰۱۱) | جمعیت (آمار ۲۰۱۶) | مساحت (km²) |
| --------------------- | ---------------- | ----------------- | ----------------- | ----------- |
| ناحیه آجاپنیاک        | Աջափնյակ         | ۱۰۸٬۲۸۲           | ۱۰۹٬۱۰۰           | ۲۵          |
| ناحیه آرابکیر         | Արաբկիր          | ۱۱۷٬۷۰۴           | ۱۱۵٬۸۰۰           | ۱۲          |
| ناحیه آوان            | Ավան             | ۵۳٬۲۳۱            | ۵۳٬۱۰۰            | ۸           |
| ناحیه داوتاشن         | Դավթաշեն         | ۴۲٬۳۸۰            | ۴۲٬۵۰۰            | ۶           |
| ناحیه اربونی          | Էրեբունի         | ۱۲۳٬۰۹۲           | ۱۲۶٬۵۰۰           | ۴۸          |
| ناحیه کاناکر زیتون    | Քանաքեր-Զեյթուն  | ۷۳٬۸۸۶            | ۷۴٬۱۰۰            | ۸           |
| ناحیه کنترون          | Կենտրոն          | ۱۲۵٬۴۵۳           | ۱۲۵٬۷۰۰           | ۱۴          |
| ناحیه مالاتیا سباستیا | Մալաթիա-Սեբաստիա | ۱۳۲٬۹۰۰           | ۱۳۵٬۹۰۰           | ۲۶          |
| ناحیه نورک ماراش      | Նորք-Մարաշ       | ۱۲٬۰۴۹            | ۱۱٬۸۰۰            | ۴           |
| ناحیه نور نورک        | Նոր Նորք         | ۱۲۶٬۰۶۵           | ۱۳۰٬۳۰۰           | ۱۴          |
| ناحیه نوباراشن        | Նուբարաշեն       | ۹٬۵۶۱             | ۹٬۸۰۰             | ۱۸          |
| ناحیه شنگاویت         | Շենգավիթ         | ۱۳۵٬۵۳۵           | ۱۳۹٬۱۰۰           | ۴۰          |

## جمعیت‌شناسی (ساختار جمعیتی)
ایروان در اصل شهر کوچکی بود تا آنکه پایتخت ارمنستان شد و به جمعیت یک میلیونی رسید. تا زمان فروپاشی اتحاد شوروی، ایروان شهری با بیشینه جمعیت ارمنی و کمینه جمعیت روسی، آذری، کرد و ایرانی بود؛ ولی پس از فروپاشی شوروی و جنگ قره‌باغ، جمعیت آذری این شهر در تبادل جمعیت میان جمهوری آذربایجان و ارمنستان در میانه سال‌های ۱۹۸۸ تا ۱۹۹۴ (میلادی) از کشور رانده شدند. همچنین بخش بزرگی از روس‌ها نیز در بحران اقتصادی سال ۱۹۹۰ (میلادی) از کشور مهاجرت کردند و هم‌اکنون اکثریت جمعیت شهر ارمنی است.
پس از فروپاشی اتحاد جماهیر شوروی به دلیل مشکلات و بحران‌های اقتصادی هزاران نفر اغلب به روسیه، آمریکای شمالی و اروپا مهاجرت کرده‌اند. جمعیت ایروان از ۱٬۲۵۰٬۰۰۰ در سال ۱۹۸۹ به ۱٬۱۰۳٬۴۸۸ در سال ۲۰۰۱ (میلادی) و ۱٬۰۹۱٬۲۳۵ در سال ۲۰۰۳ کاهش پیدا کرد. با این حال جمعیت ایروان از سال ۲۰۰۷ رشد داشته است و هم‌اکنون به ۱٬۱۰۷٬۸۰۰ رسیده است.

### گروه‌های قومی

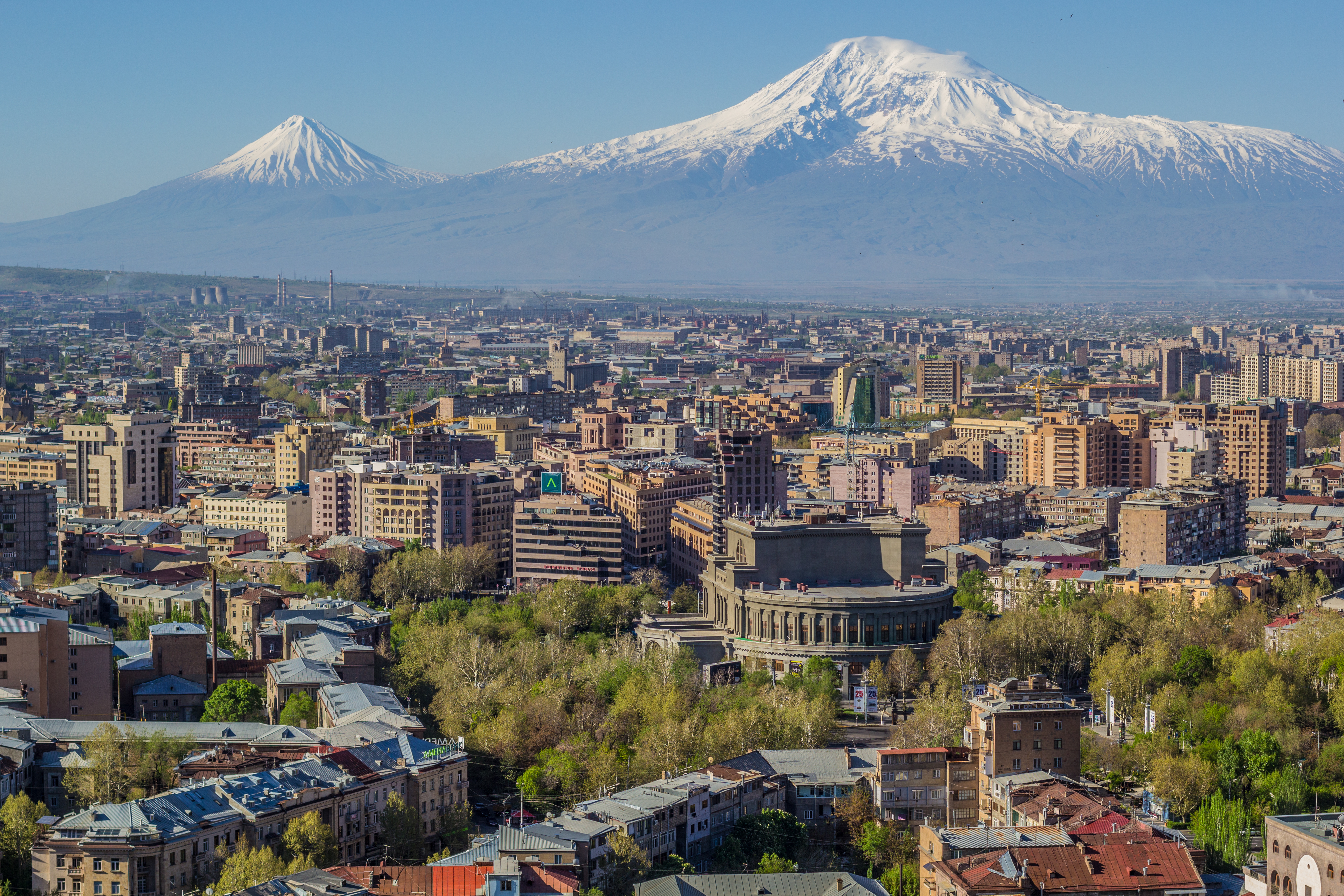
با وجودی که کوه آرارات هم‌اکنون در خاک ترکیه واقع شده است، اما آرارات از جمله نمادهای مهم مردم ارمنی و نماد استقامت و تعصب نسبت به مام میهن است. این کوه از هر منطقه‌ای در ایروان قابل مشاهده است.

ایروان نخستین بار توسط ارمنیان مورد سکونت قرار گرفت و تا سده ۱۵ (میلادی) مردم از لحاظ ژنتیکی همسان بودند. مردم دژ ایروان که در سال ۱۵۸۰ میلادی ایجاد شد سربازهای مسلمان بودند که تقریباً دو تا سه هزار نفر را شامل می‌شدند. جهانگرد فرانسوی ژان باتیست تاورنیه که احتمالاً شش بار در میان سال‌های ۱۶۳۱ تا ۱۶۶۸ میلادی از ایروان بازدید کرده است می‌گوید که شهر انحصارا از جمعیت ارمنی است. در میان جنگ‌های ایران و عثمانی در سال ۱۷۲۰ (میلادی) اکثریت مطلق جمعیت ارمنی بودند. ترکیب جمعیتی ایروان به خاطر مجموعه‌ای از رویدادهای میان ایران و روسیه و عثمانی دگرگون شد و در سده ۱۹ (میلادی) اکثریت جمعیت مسلمانان شدند.
اقلیتی از کردهای ایزدی در ایروان زندگی می‌کنند.
تا زمان پیوستن ارمنستان به اتحاد شوروی، ایروان یک شهر چند فرهنگی و ترکیبی از ارمنیان و تاتارهای قفقاز (آذربایجانی‌های امروز) بود. پس از نسل‌کشی ارمنی‌ها، بسیاری از ارمنیان آواره از ارمنستان غربی (ترکیه امروزی) به ارمنستان شرقی گریختند. در ۱۹۱۹ (میلادی) حدود ۷۵۰۰۰ ارمنی عمدتاً از واسپوراکان از امپراتوری عثمانی به ایروان رسیدند. بخش قابل توجهی از این آوارگان به خاطر تیفوس و دیگر بیماری‌ها جان خود را از دست دادند.
از ۱۹۲۱–۱۹۳۶ حدود ۴۲٬۰۰۰ هزار نفر از ارمنیان عراق، ترکیه، ایران، یونان، سوریه، فرانسه، بلغارستان و غیره به ارمنستان شوروی آمدند و در ایروان ساکن شدند. موج دوم بازگشت‌ها از ۱۹۴۶–۱۹۴۸ با بازگشت ۱۰۰ هزار تن از ارمنیان کشورهای ایران، سوریه، لبنان، یونان، بلغارستان، رومانی، قبرس، فلسطین، عراق، مصر، فرانسه، ایالات متحده آمریکا و غیره به ارمنستان شوروی بازگشتند و دوباره در ایروان ساکن شدند؛ بنابراین در طول سه دهه در شوروی برای نخستین بار ایروان از نظر قومی همگن تر شد. در اواخر دهه ۸۰ و اوایل دهه ۹۰ (میلادی) ۲٬۰۰۰ تن آذری باقی مانده در ایروان نیز به دلیل جنگ‌های قره‌باغ ایروان را ترک کردند..

### شاعران ایرانی اهل ایروان
از شاعران پارسی‌گوی این شهر می‌توان به این شاعران اشاره کرد:
آشفته ایروانی، آشوب ایروانی، بیدل ایروانی، چشمه ایروانی، حجت ایروانی، حریف ایروانی، دلیل ایروانی، شاکر ایروانی، شهاب ایروانی، فخری ایروانی، قابل ایروانی، قدسی ایروانی، ناظم ایروانی

## فرهنگ

### موزه‌ها
- موزه تاریخ ایروان

### کتابخانه‌ها
- ماتناداران
- آرشیوهای ملی ارمنستان

### هنری
- سینما مسکو
- مرکز خرید دالما گاردن
- مرکز خرید ایروان
- جشنواره بین‌المللی فیلم زردآلوی طلایی ایروان
- تالار اپرای ایروان
- تئاتر عروسکی هوهانس تومانیان ایروان

### بناهای یادبود
- دژ اربونی
- مسجد کبود، ایروان
- پل سرخ، ایروان
- تالار اپرای ایروان
- پانتئون کومیتاس
- سینما مسکو
- مام ارمنستان
- ماتناداران
- دریاچه ایروان
- یادمان نسل‌کشی ارمنی‌ها
- ورنیساژ ایروان
- یرابلور
- کاسکاد ایروان
- کلیسای جامع سنت گریگور روشنگر

## ترابری

### هوایی

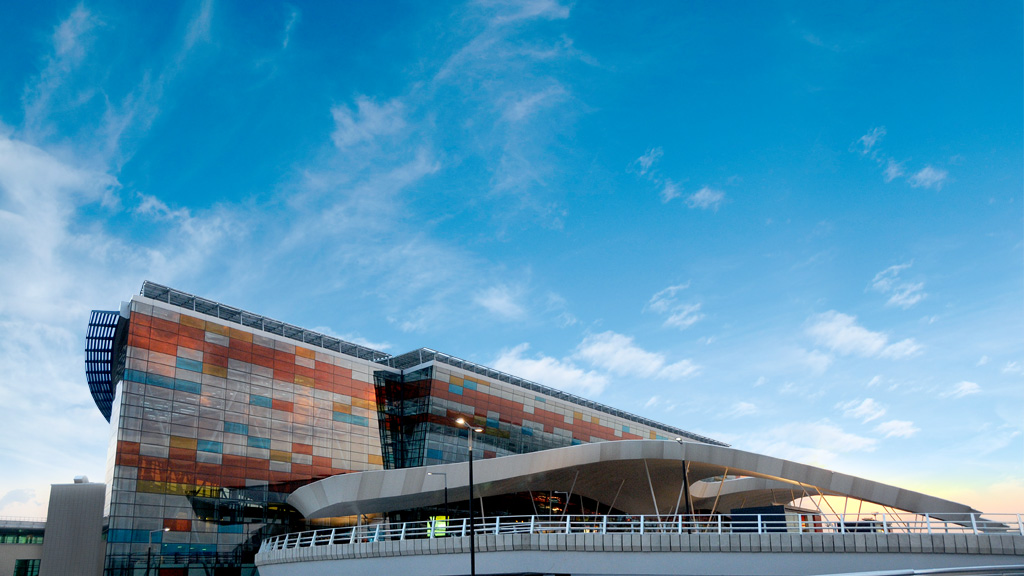
ورودی اصلی فرودگاه بین‌المللی زوارتنوتس

فرودگاه اصلی ایروان فرودگاه بین‌المللی زوارتنوتس است که در ۱۲ کیلومتری غرب این شهر قرار دارد، این فرودگاه در سال ۱۹۶۱ در زمان شوروی سابق ساخته شده و در سال‌های ۱۹۸۵ و ۲۰۰۲ بازسازی شده است.
فرودگاه اربونی نیز که در جنوب ایروان قرار دارد دارای کاربری نظامی است و گاهی پروازهای خصوصی در آنجا انجام می‌شود.

### ترابری عمومی

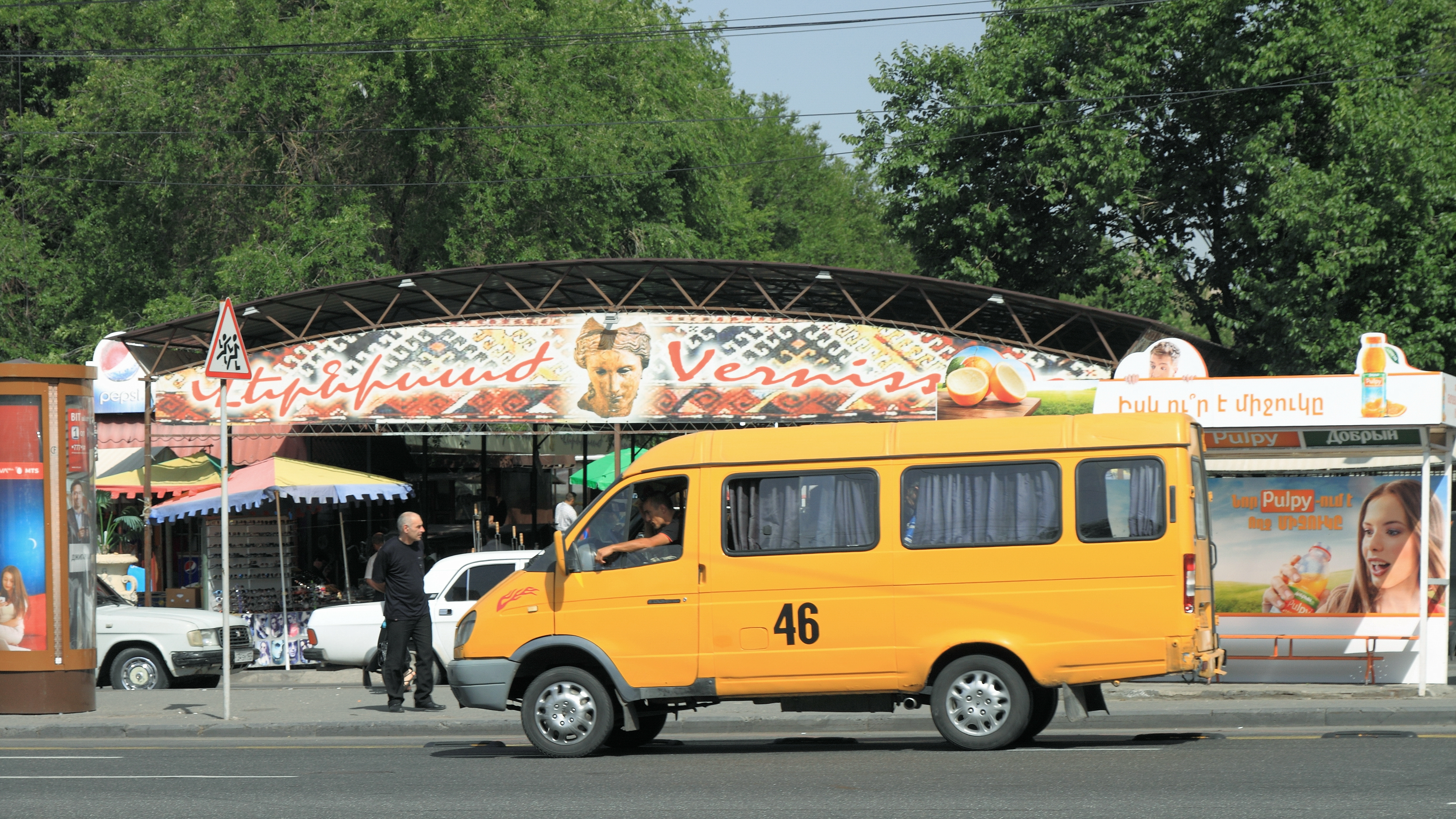
یک ون (مارشروتکا)

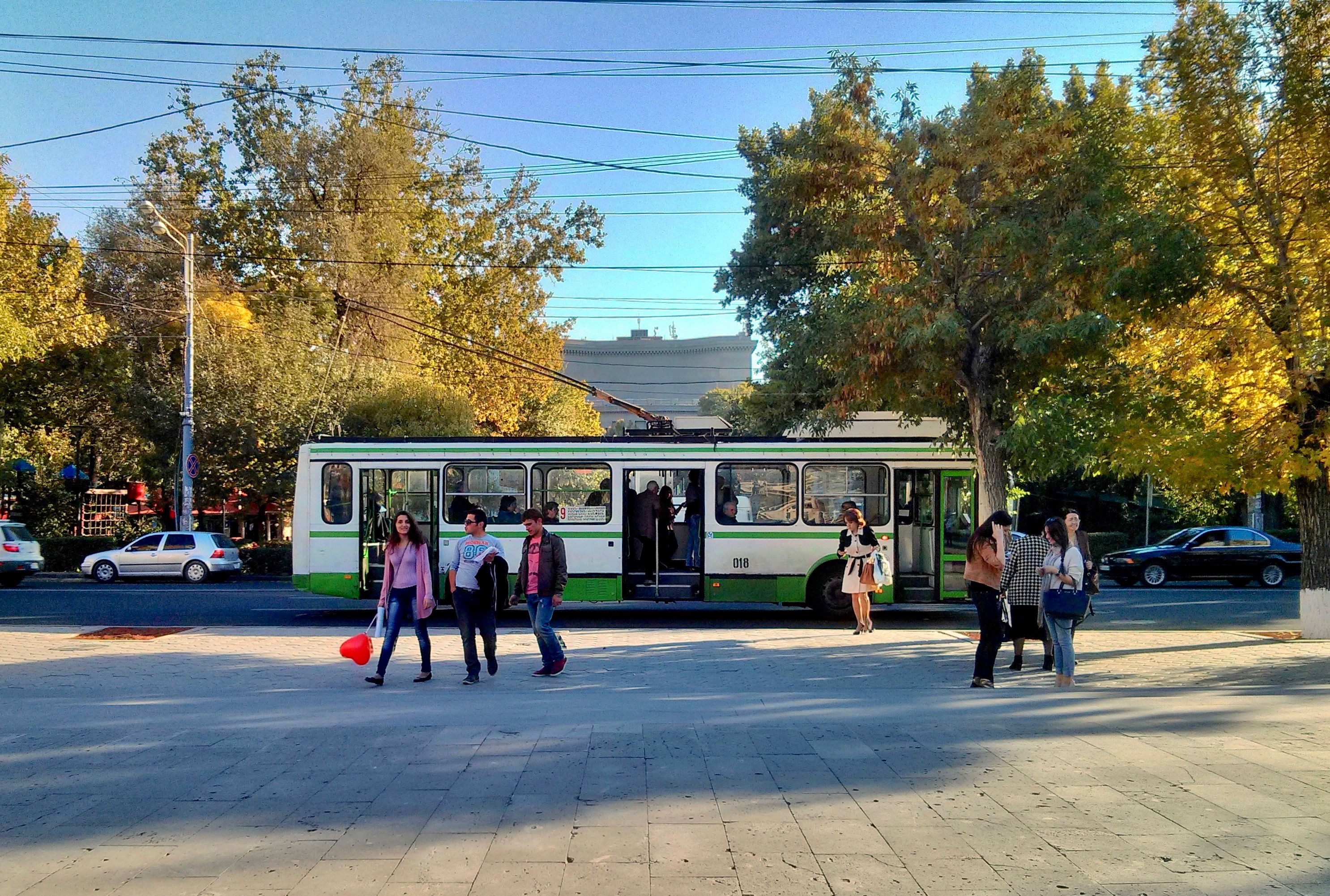
اتوبوس برقی ایروان

ترابری عمومی در ایروان توسط بخش خصوصی انجام می‌شود به شکلی که هم‌اکنون در حدود ۶۰ شرکت خصوصی تا ماه مه ۲۰۱۷ در این بخش در حال فعالیت هستند. ۳۹ خط اتوبوس شهری در شهر ایروان وظیفه جابه‌جایی مسافرین را برعهده دارند که ناوگان اتوبوس‌رانی شامل ۴۲۵ اتوبوس ساخت شرکت‌های بوگدان، هایگر باس و هیوندای کانتی است. سهم این اتوبوس‌ها در ترابری عمومی ایروان فقط ۳۹٫۱٪ است.
اما ۵۰٫۴٪ از ترابری عمومی هنوز توسط «ون‌های عمومی» که به آن مارشروتکا گفته می‌شود انجام می‌شود، در حدود ۱۲۱۰ ون GAZelle روسی با ۱۳ صندلی همانند اتوبوس دارای ۷۹ خط مختلف هستند که به گفته شهردار ایروان در آینده باید توسط اتوبوس‌های بزرگتر جایگزین شوند.
اتوبوس برقی در ایروان نیز که توسط شهرداری ایروان اداره می‌شود در سال ۱۹۴۹ راه‌اندازی شده و تا ماه مه ۲۰۱۷ دارای ۵ خط و ۴۵ اتوبوس بوده است.

### مترو
متروی ایروان در سال ۱۹۸۱ تأسیس شده و هم‌اکنون دارای ۱ خط و ۱۰ ایستگاه می‌باشد.

### راه‌آهن
ایروان دارای یک ایستگاه مرکزی راه‌آهن است که به راه‌آهن ارمنستان و راه‌آهن گرجستان متصل است. این ایستگاه به مقاصد تفلیس و باتومی گرجستان سرویس‌دهی دارد.

## اقتصاد

### امور مالی و خدماتی
ایروان از دیرباز مورد توجه شرکت‌های چندملیتی اروپای غربی، روسیه و آمریکایی از جهت برون سپاری بوده است و دفتر مرکزی بسیاری از شرکت‌های بین اللملی را در اختیار دارد. این شهر قطب مالی ارمنستان است که بانک مرکزی ارمنستان، بورس اوراق بهادار ارمنستان و همچنین اکثریت بانک‌های تجاری کشور را در خود جای داده است.از سال ۲۰۱۳، این شهر بیش از ۸۵٪ از کل خدمات سالانه در ارمنستان و همچنین بیش از ۸۴٪ از کل خرده فروشی سالانه را در اختیار دارد..
بسیاری از شرکت‌های تابعه شرکت‌های خدماتی و بانک‌های روسیه، از جمله گازپروم، اینگو ارمنستان، روسگوستراخ، وی‌تی‌بی بانک در ایروان فعالیت می‌کنند. بانک ACBA-Credit Agricole یکی از شرکت‌های تابعه کردیت اگریکول فرانسه است، در حالی که بانک اچ‌اس‌بی‌سی ارمنستان نیز در ایروان فعالیت می‌کند.

### ساخت و ساز
بخش ساخت و ساز در دهه اول قرن بیست و یکم رشد قابل توجهی را تجربه کرده است. از سال ۲۰۰۰، ایروان شاهد رونق ساخت و ساز عظیمی بوده است که عمدتاً توسط میلیونرهای ارمنی از روسیه و ایالات متحده تأمین می‌شود، با یک روند توسعه مجدد گسترده و بحث‌برانگیز که در آن بسیاری از ساختمان‌های قرن ۱۸ و ۱۹ تخریب شده و با ساختمان‌های جدید جایگزین شده‌اند. این رشد با افزایش قابل توجه قیمت املاک همراه شد.

## گردشگری

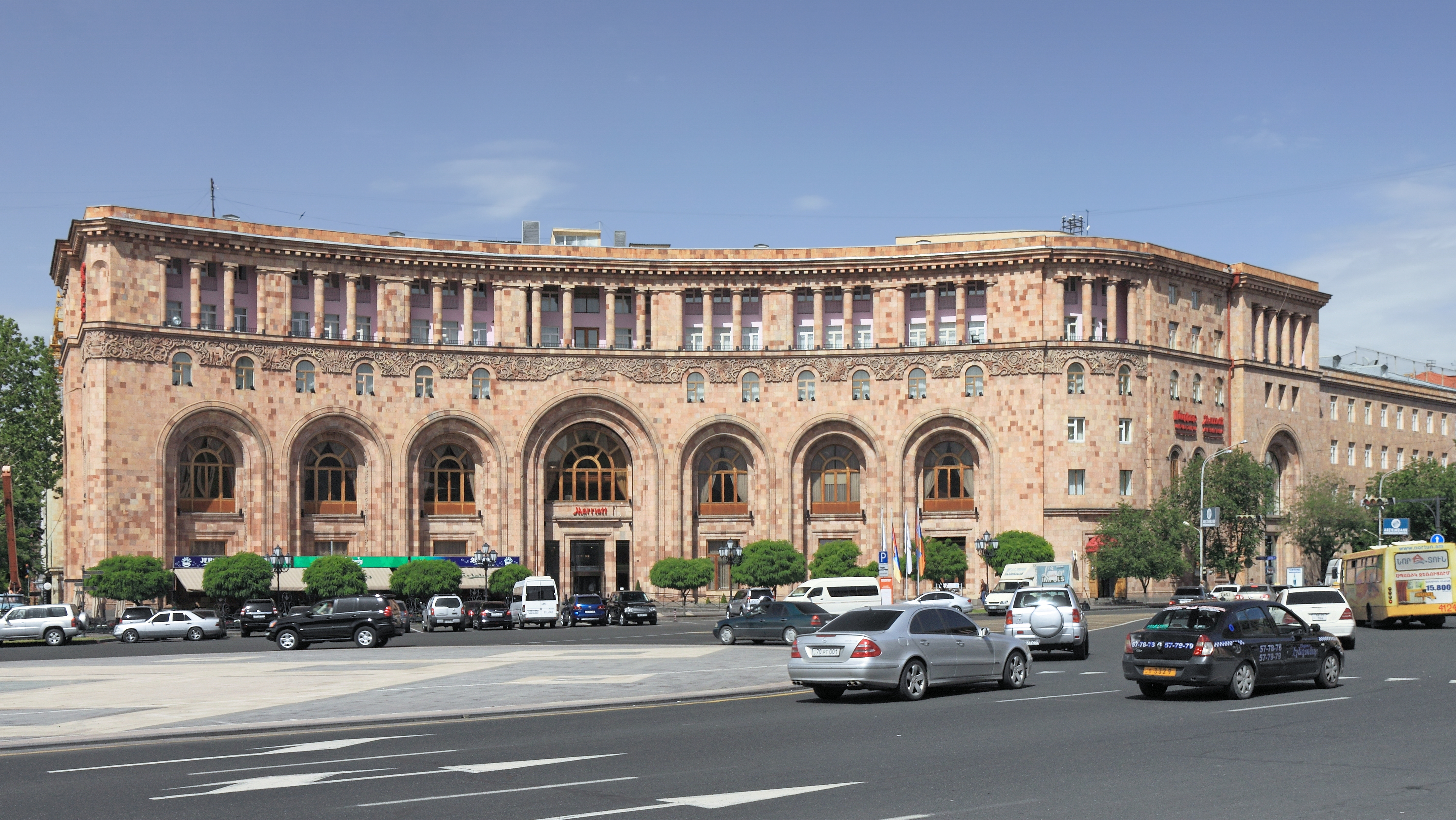
هتل آرمنیا مرییات ایروان

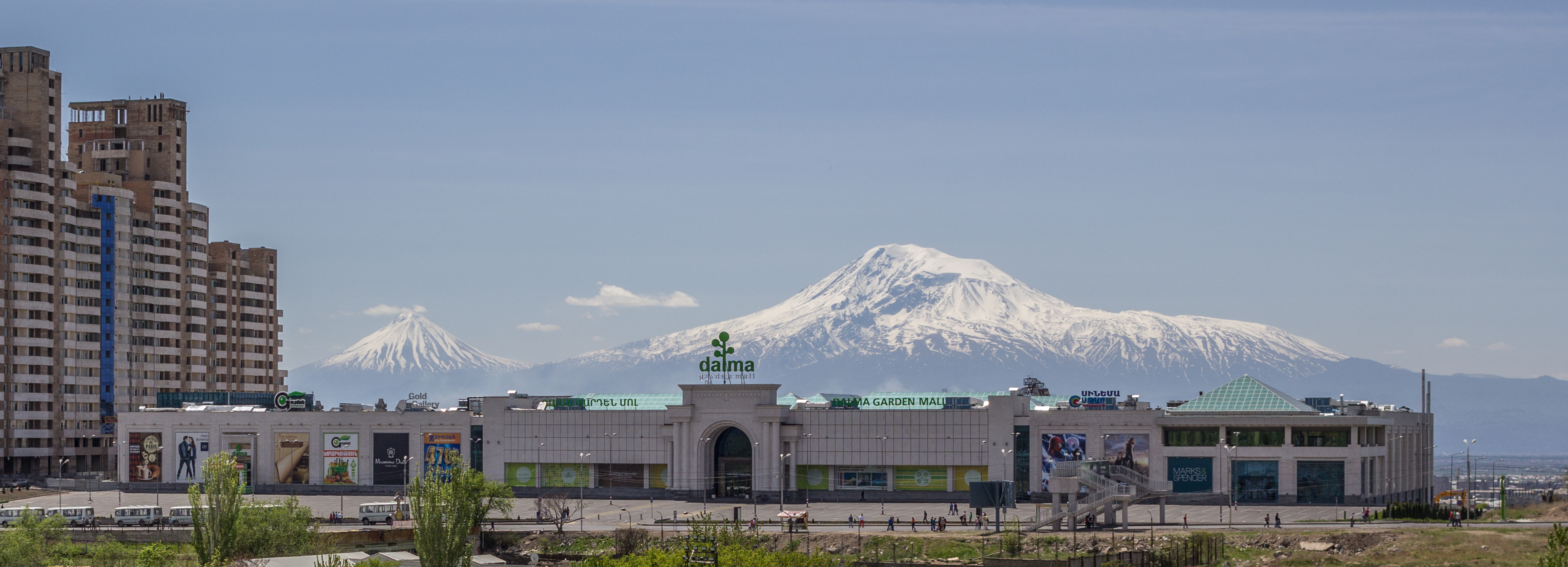
مرکز خرید دالما گاردن

گردشگری در ارمنستان سال به سال در حال توسعه است و ایروان یکی از مهم‌ترین مقاصد گردشگری در این کشور است، اکثر هتل‌ها و رستوران‌ها، بارها و کلوب‌های شبانه ایروان به صورت مدرن ساخته شده‌اند، هچنین فرودگاه زوارتنوتس پروژه‌های نوسازی برای افزایش تعداد گردشگر را نیز انجام داده است.
مکان‌های متعددی در ایروان برای گردشگران جذابیت دارد که می‌توان به فواره‌های رقصان میدان جمهوری، خانه اپرا ایروان، مجموعه کاسکاد و ویرانه‌های اربونی اورارتو اشاره کرد.
ایروان با قرار داشتن در ۱۰ شهر امن جهان دارای کلوب‌های شبانه مکان‌های اجرا موسیقی زنده، مکان‌های پیاده‌روی، کافه‌های خیابانی، کازینوها و رستوران‌های متعدد است.
باغ‌وحش ایروان در سال ۱۹۴۰، سیرک ایروان در سال ۱۹۵۶ و دنیای آب ایروان در سال ۲۰۰۱ تأسیس شده و از مراکز تفریحی محبوب شهر محسوب می‌شوند.
خیابان شمالی که خانه اپرا را با خیابان ابوویان متصل می‌کند، یک منطقه عابر پیاده محبوب در ایروان با ساختمان‌های مسکونی مدرن، مراکز تجاری، رستوران‌ها و کافه‌ها است. از دیگر اماکن توریستی ایروان می‌توان به کاسکاد ایروان، خیابان تامانیان و میدان جمهوری نام برد.
مرکز خرید دالما گاردن، مرکز خرید ایروان و مرکز خرید روسیا سه مرکز مهم و بزرگ شهر ایروان هستند.

## آموزش و پرورش
تسهیلات آموزشی و فرهنگی ایروان شامل هشت دانشگاه، فرهنگستان ملی علوم ارمنستان، موزهٔ دولتی و چندین کتابخانه از جمله یک مرکز بزرگ دستنویس‌ها به نام ماتناداران است. از جاذبه‌های گردشگری شهر می‌توان از کاسکاد (پلکان مشرف بر شهر)، مسجد کبود ایروان، تنها مسجد ایرانی بازمانده در شهر، بازمانده‌های یک دژ عثمانی از سده ۱۶ میلادی، صومعه داتِو و نوراوانک سده ۱۳ میلادی نام برد. نام فرودگاه شهر ایروان زوارتنوتس است.
دانشگاه دولتی ایروان در سال ۱۹۱۹ پایه‌گذاری شد. پس از دو سال در ۱۹۲۱ دانشگاه معماری و شهرسازی ایروان در غالب یک مدرسه فنی شروع به فعالیت کرد.
دانشگاه پزشکی دولتی ایروان نیز یکی از قدیمی‌ترین دانشگاه‌های کشور ارمنستان است که در مقاطع دکترای عمومی، تخصص‌های پزشکی و دکترای تخصصی در رشته‌های مختلف دانشجو دارد.

## ورزشی

### فوتبال
| باشگاه            | ورزشگاه                        | موقعیت          | مرکز تمرینی            |
| ----------------- | ------------------------------ | --------------- | ---------------------- |
| آلاشکرت           | ورزشگاه آلاشکرت                | شنگاویت         |                        |
| آرارات ایروان     | ورزشگاه آلاشکرت                | شنگاویت         | مرکز تمرینی دزورآغبیور |
| بانانتس           | ورزشگاه بانانتس                | مالاتیا سباستیا | مرکز تمرینی بانانتس    |
| پیونیک            | ورزشگاه جمهوریت وازگن سارگسیان | کنترون          | ورزشگاه پیونیک         |
| آرارات-آرمنیا     | ورزشگاه جمهوریت وازگن سارگسیان | کنترون          |                        |
| باشگاه فوتبال نوآ | ورزشگاه میکا                   | شنگاویت         |                        |
| ایروان            | ورزشگاه پیونیک                 | کنترون          |                        |
| لوکوموتیو ایروان  | ورزشگاه میکا                   | شنگاویت         |                        |
| اربونی            | ورزشگاه اربونی                 | ناحیه اربونی    |                        |

## روابط بین‌المللی

### شهرهای خواهر خوانده
| - کارارا، ایتالیا، از ۱۹۶۵ - آنتاناناریوو، ماداگاسکار، از ۱۹۸۱ - کمبریج، ماساچوست، ایالات متحده آمریکا، از ۱۹۸۷ - مارسی، فرانسه، از ۱۹۹۲ - اصفهان، ایران، از ۱۹۹۵ - اودسا، اوکراین، از ۱۹۹۵ - تفلیس، گرجستان، از ۱۹۹۶ - بیروت، لبنان، از ۱۹۹۷ - دمشق، سوریه، از ۱۹۹۷ - مونترآل، کانادا، از ۱۹۹۸ - بوئنوس آیرس، آرژانتین، از ۲۰۰۰ | - براتیسلاوا، اسلواکی، از ۲۰۰۱ - سائو پائولو، برزیل، از ۲۰۰۲ - کیشیناو، مولداوی، از ۲۰۰۵ - روستوف-نا-دونو، روسیه، از ۲۰۰۵ - لس آنجلس، ایالات متحده آمریکا، از ۲۰۰۷ - نیس، فرانسه، از ۲۰۰۷ - ونیز، ایتالیا، از ۲۰۱۱ - ریگا، لتونی، از ۲۰۱۳ - امان، اردن، از ۲۰۱۴ - نووسیبیرسک، روسیه، از ۲۰۱۴ |

### شراکت
| - پودگوریتسا، مونته‌نگرو، از ۱۹۷۴ - لیون، فرانسه، از ۱۹۹۳ - استاوروپول، روسیه، از ۱۹۹۴ - کی‌یف، اوکراین، از ۱۹۹۵ - مسکو، روسیه، از ۱۹۹۵ - منطقه توسکانی، ایتالیا، از ۱۹۹۶ - سن پترزبورگ، روسیه، از ۱۹۹۷ - ولگوگراد، روسیه، از ۱۹۹۸ - مینسک، بلاروس، از ۲۰۰۲ | - ریو دو ژانیرو، برزیل، از ۲۰۰۷ - دهلی، هند، از ۲۰۰۸ - صوفیه، بلغارستان، از ۲۰۰۸ - پکن، جمهوری خلق چین، از ۲۰۰۹ - کالینینگراد، روسیه، از ۲۰۰۹ - پاریس، فرانسه، از ۲۰۱۱ - منطقه ایل-دو-فرانس، فرانسه، از ۲۰۱۱ - استپاناکرت، جمهوری قره‌باغ، از ۲۰۱۲ - کراسنودار، روسیه، از ۲۰۱۴ |

## نگارخانه

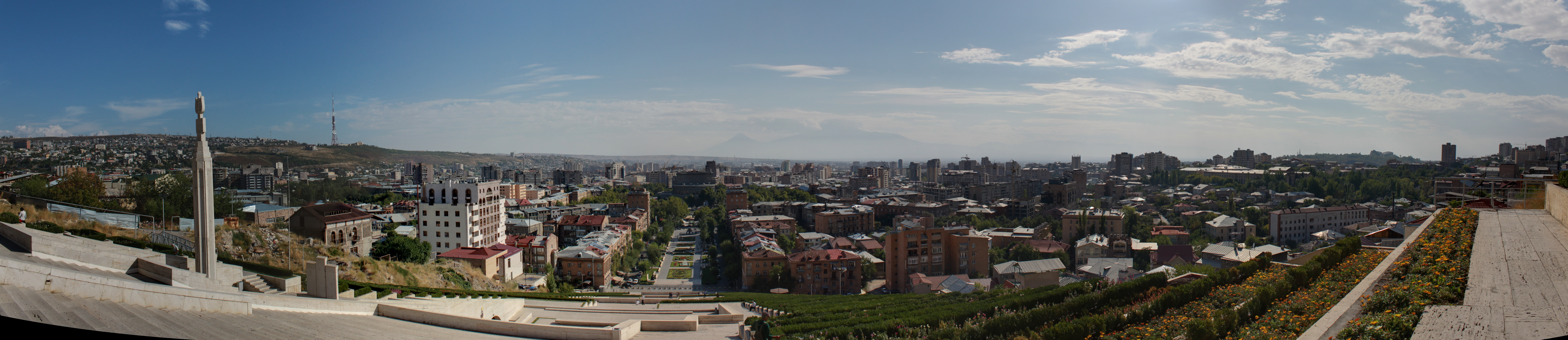
تصور پانوروما (تابستان)

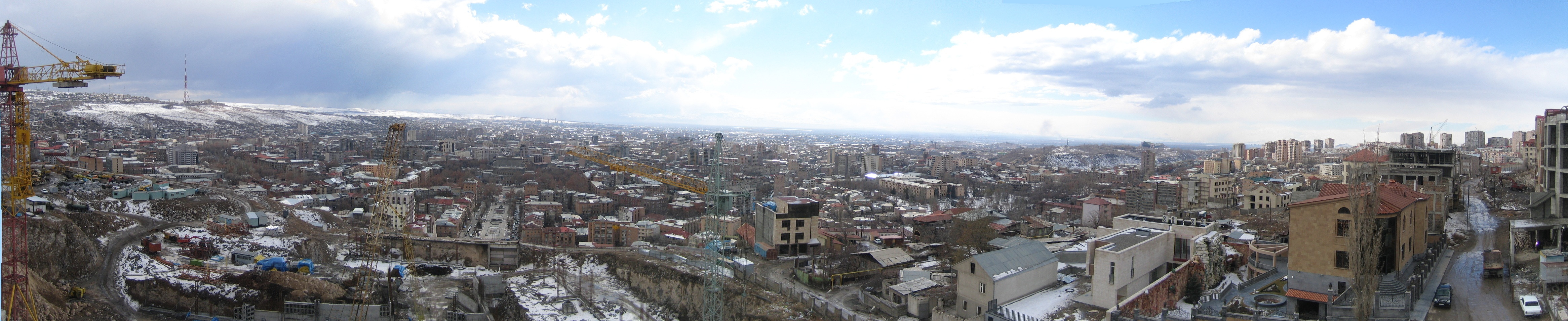
تصور پانوروما (زمستان)

میدان اصلی شهر ایروان
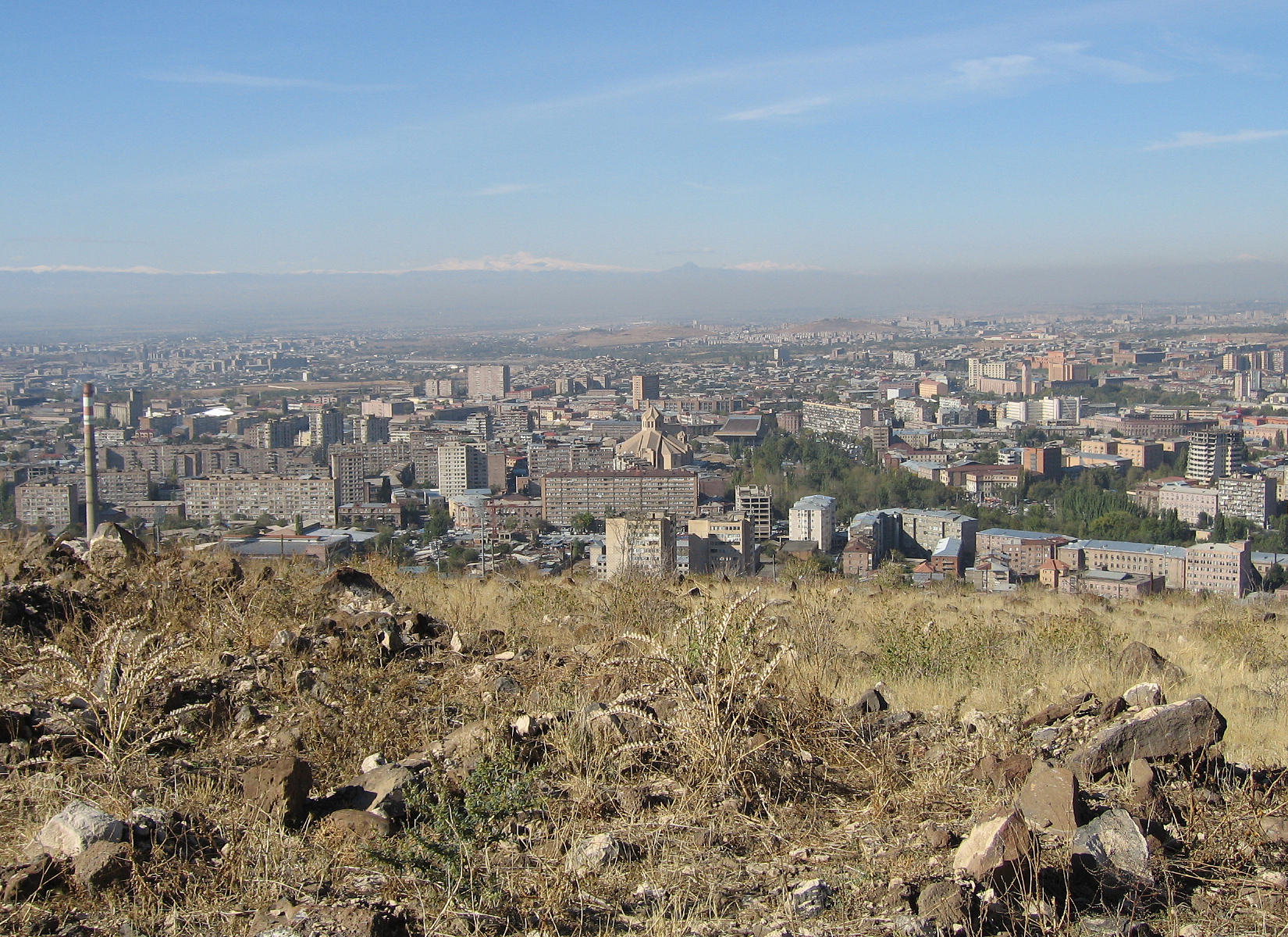
ایروان
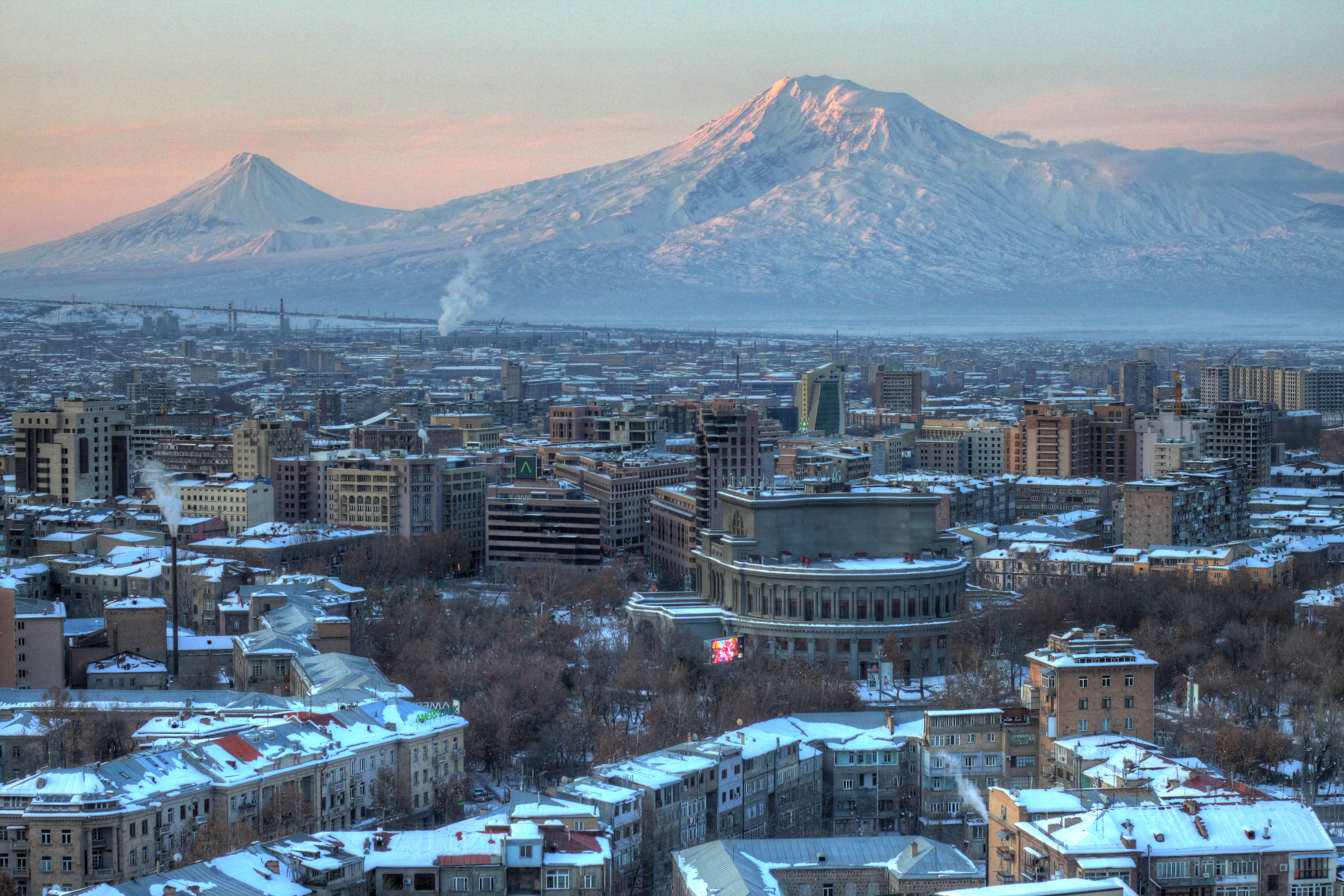
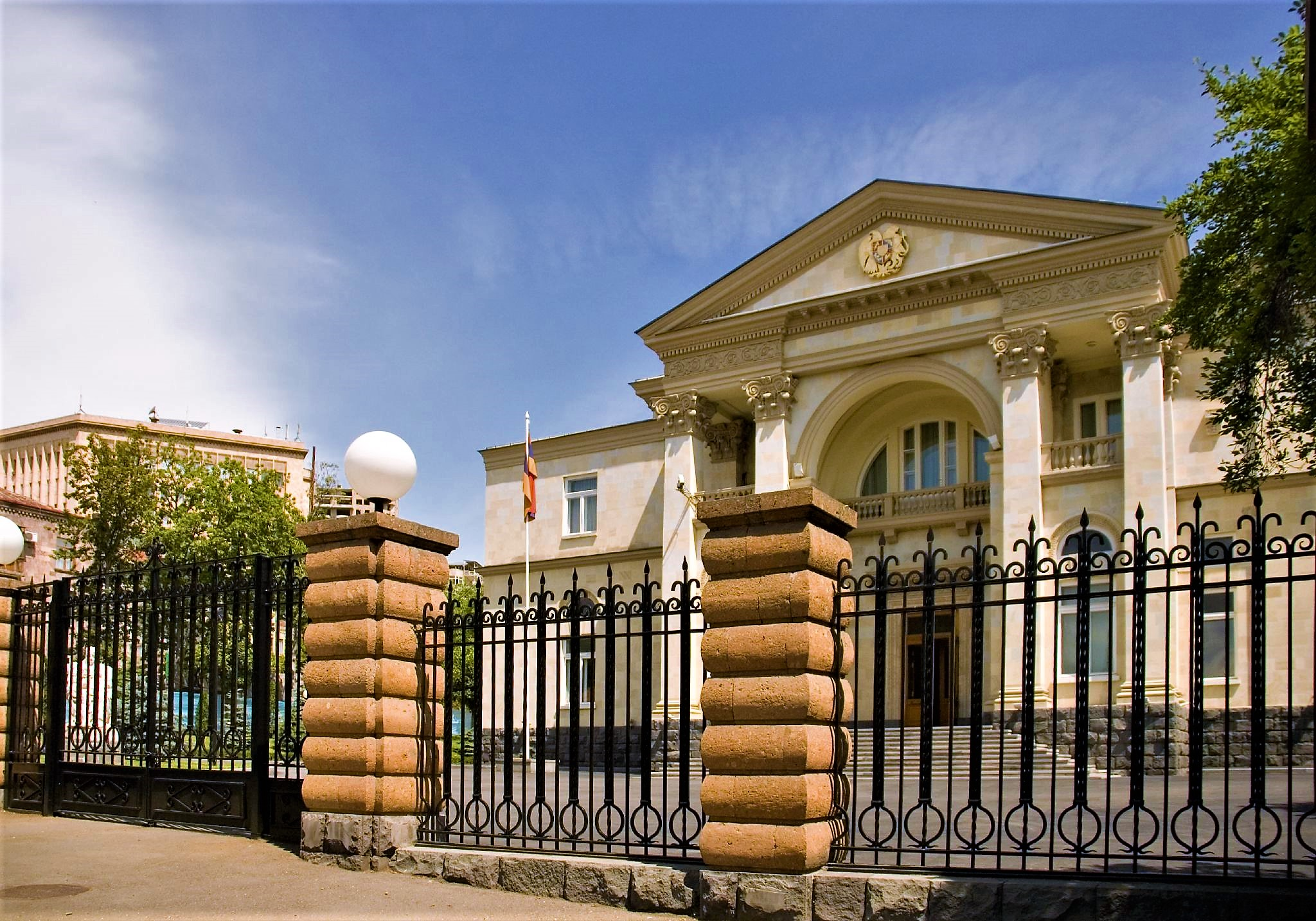
کاخ ریاست جمهوری
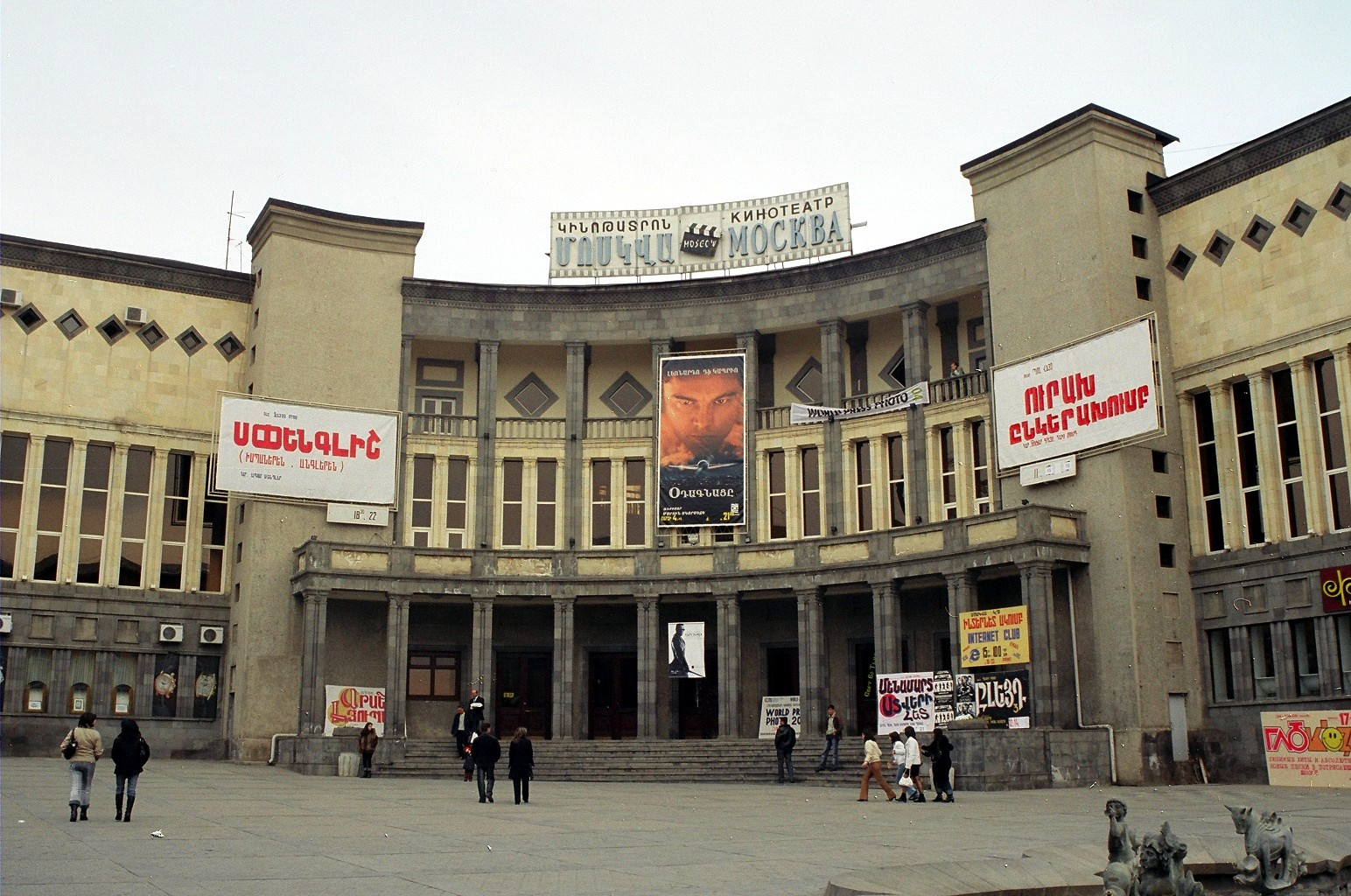
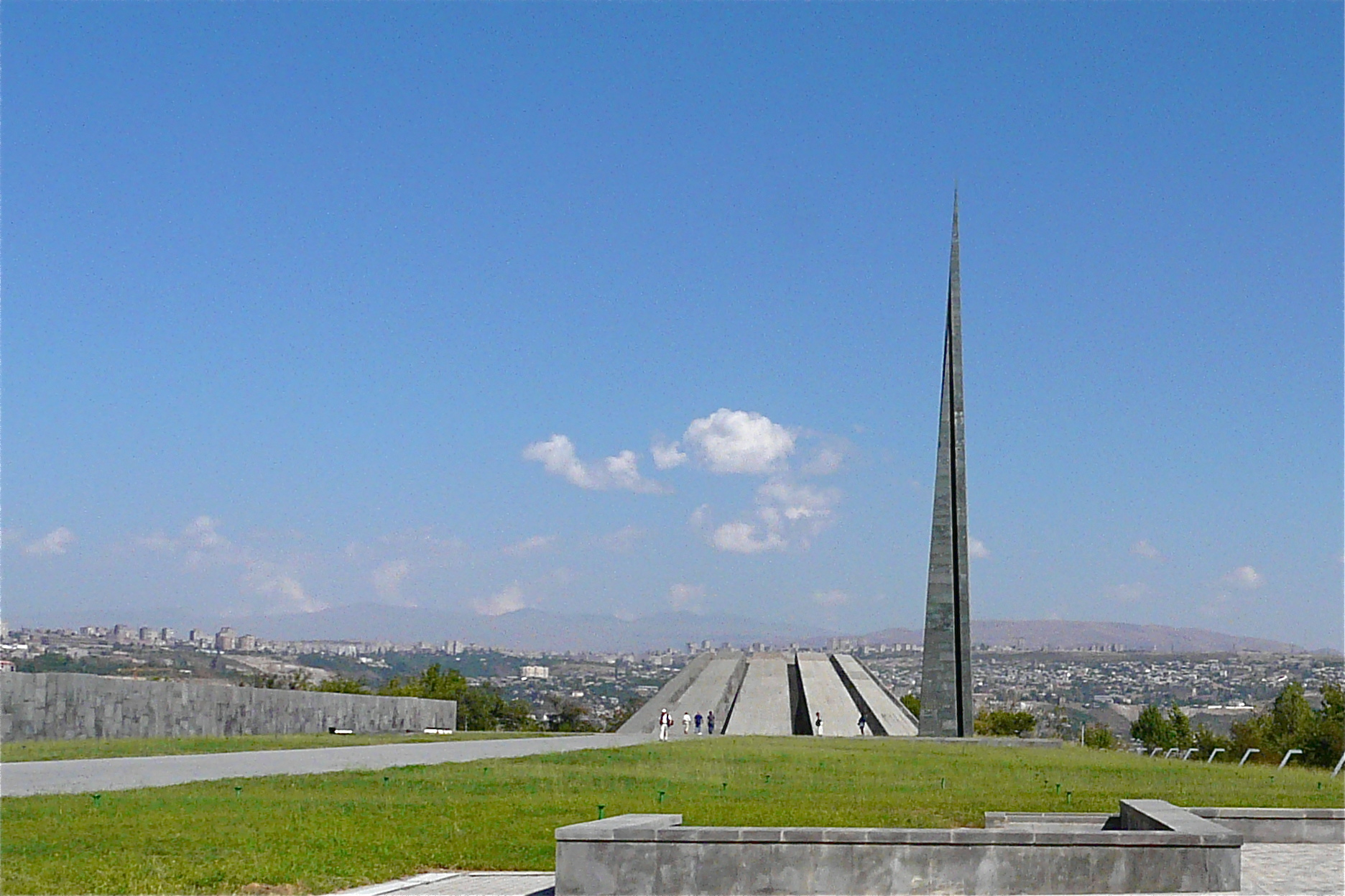
بنای یادبود نسل‌کشی ارمنی‌ها
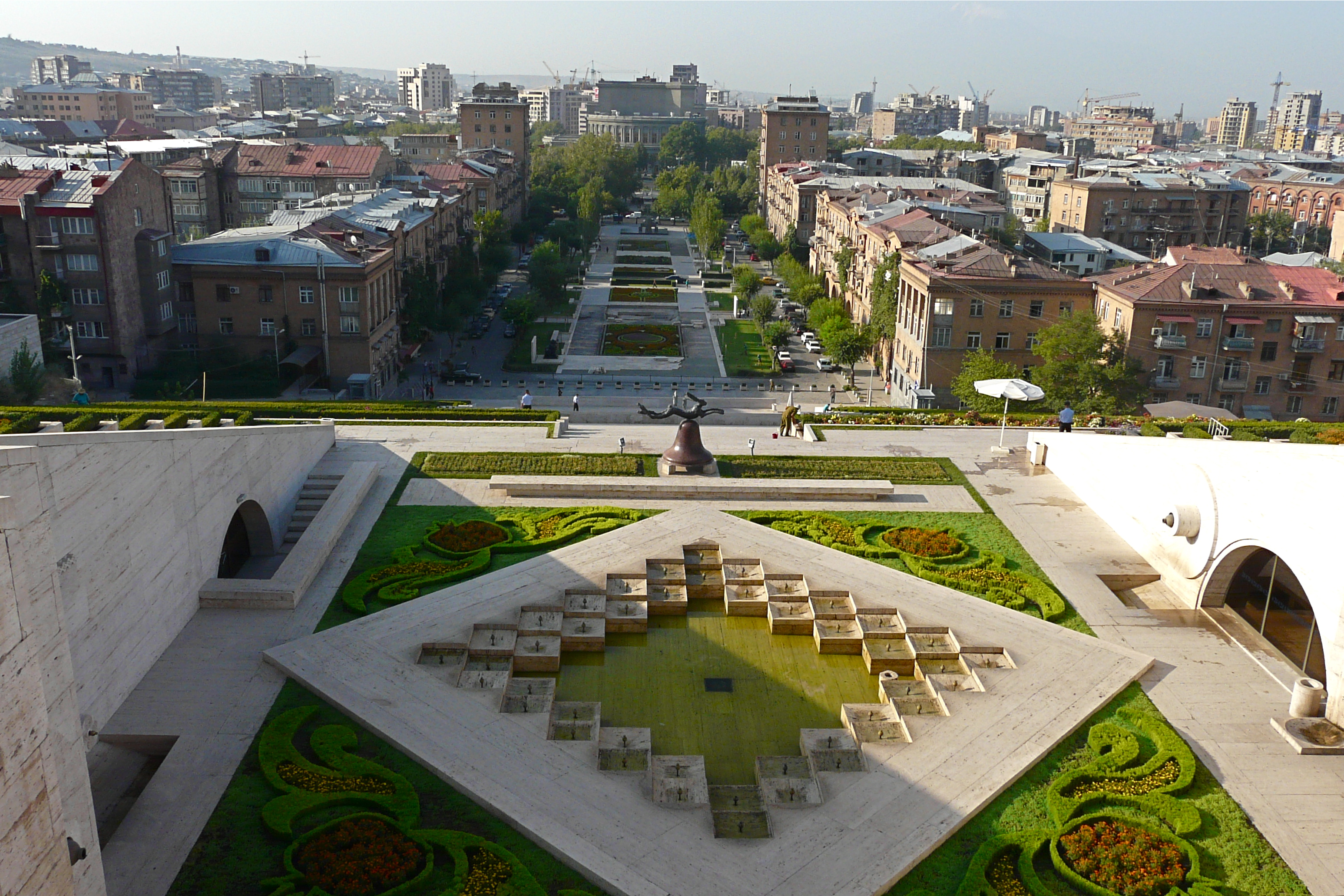
نمایی از کاسکاد
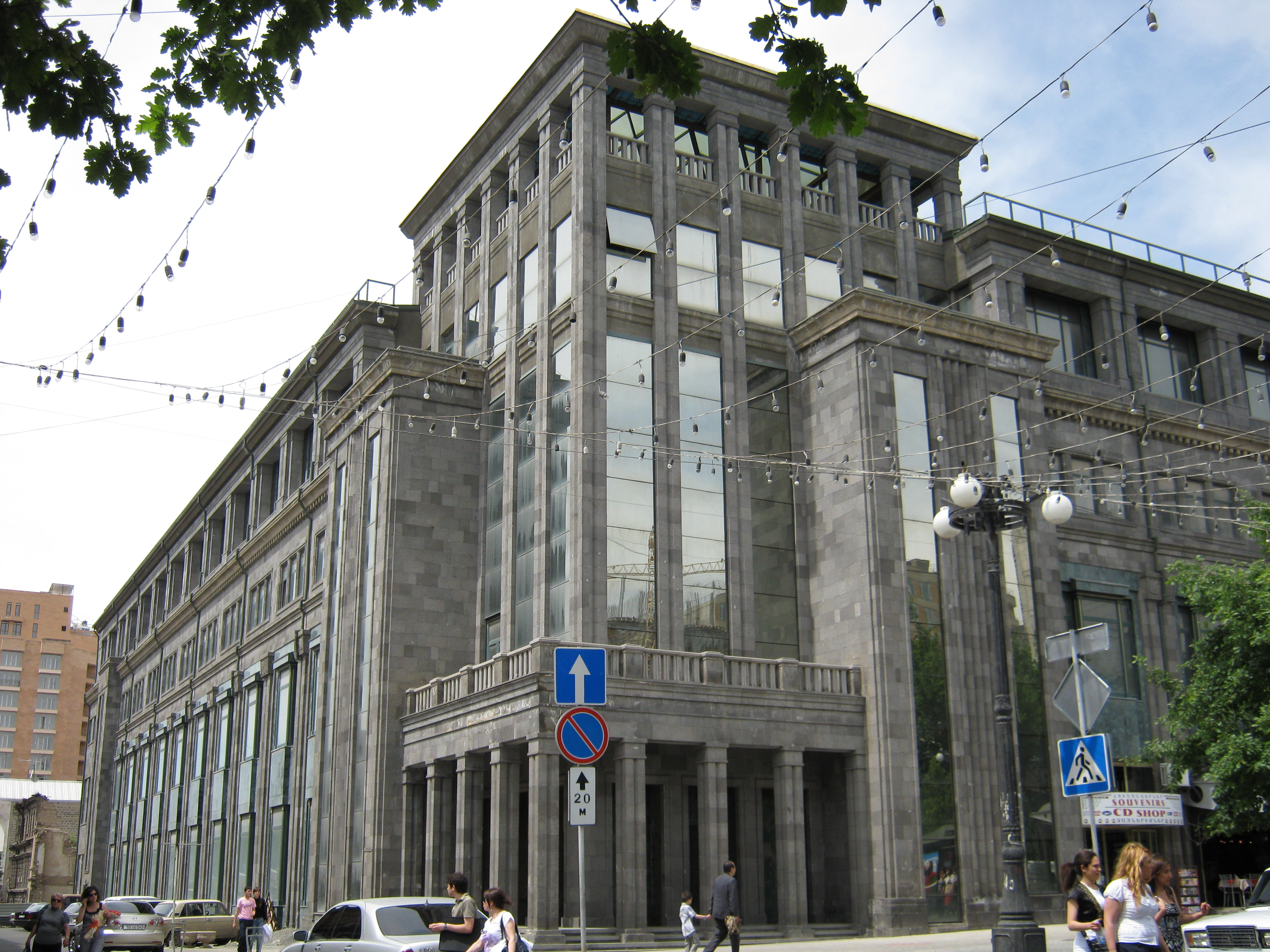
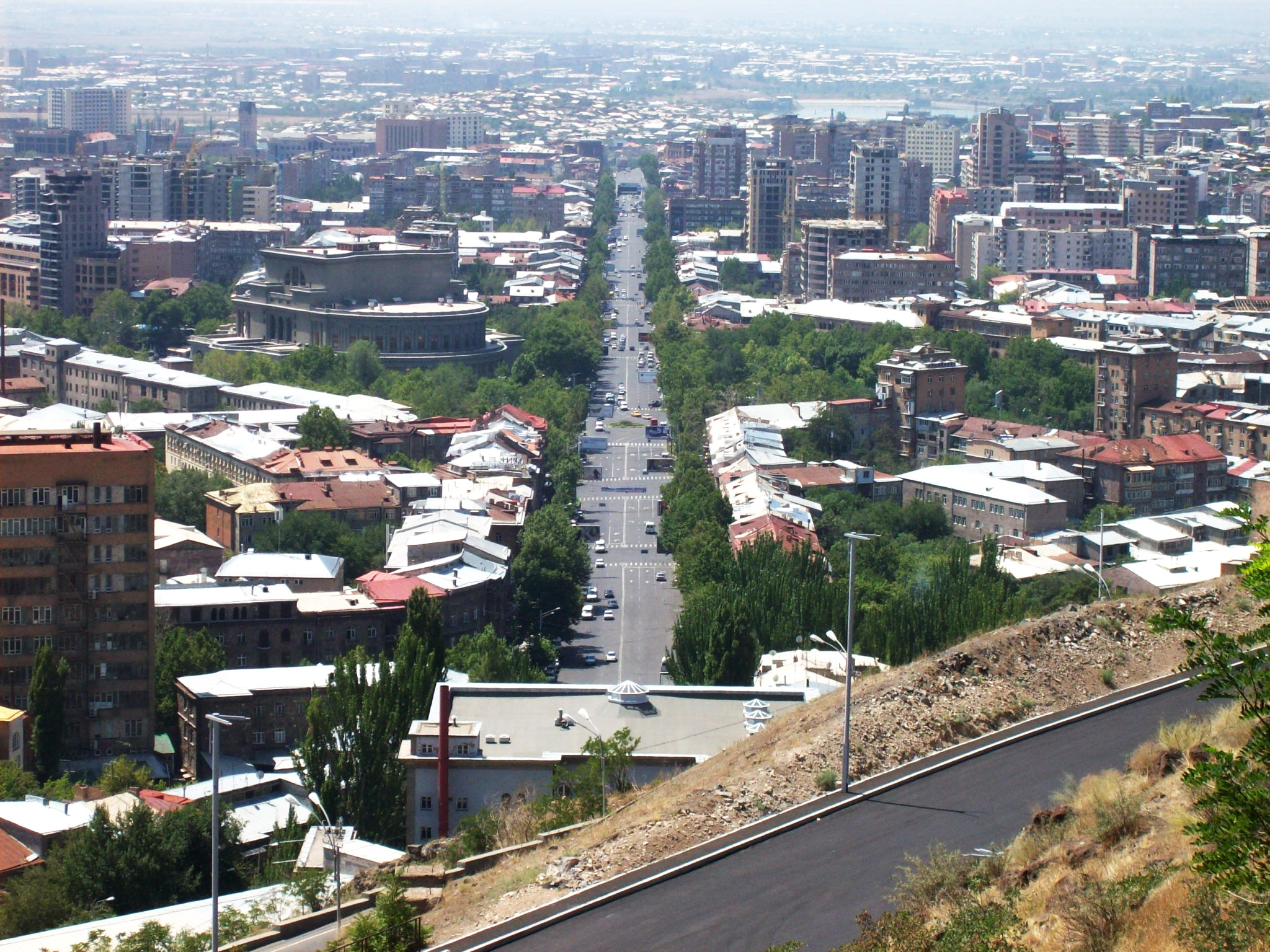
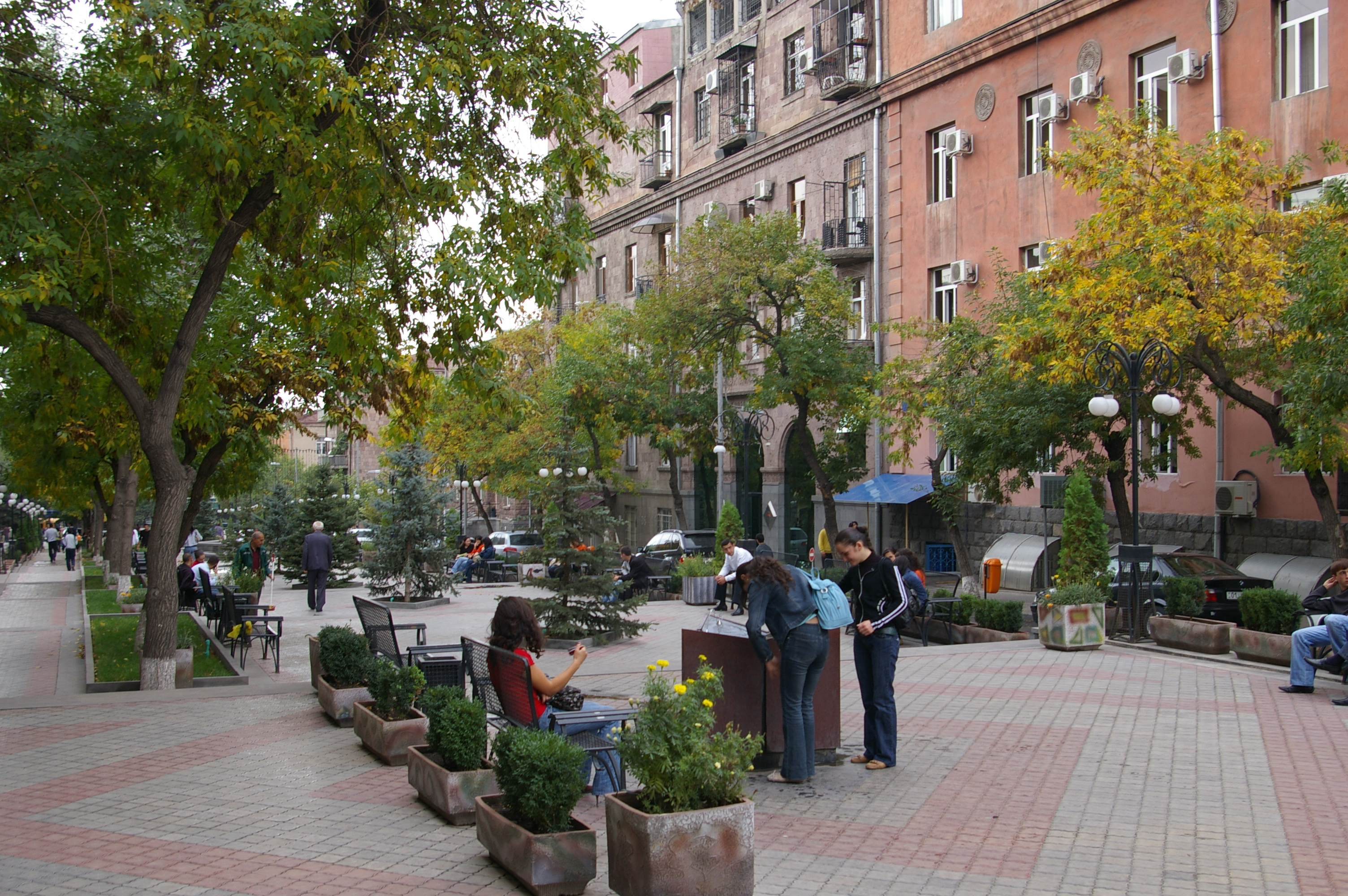
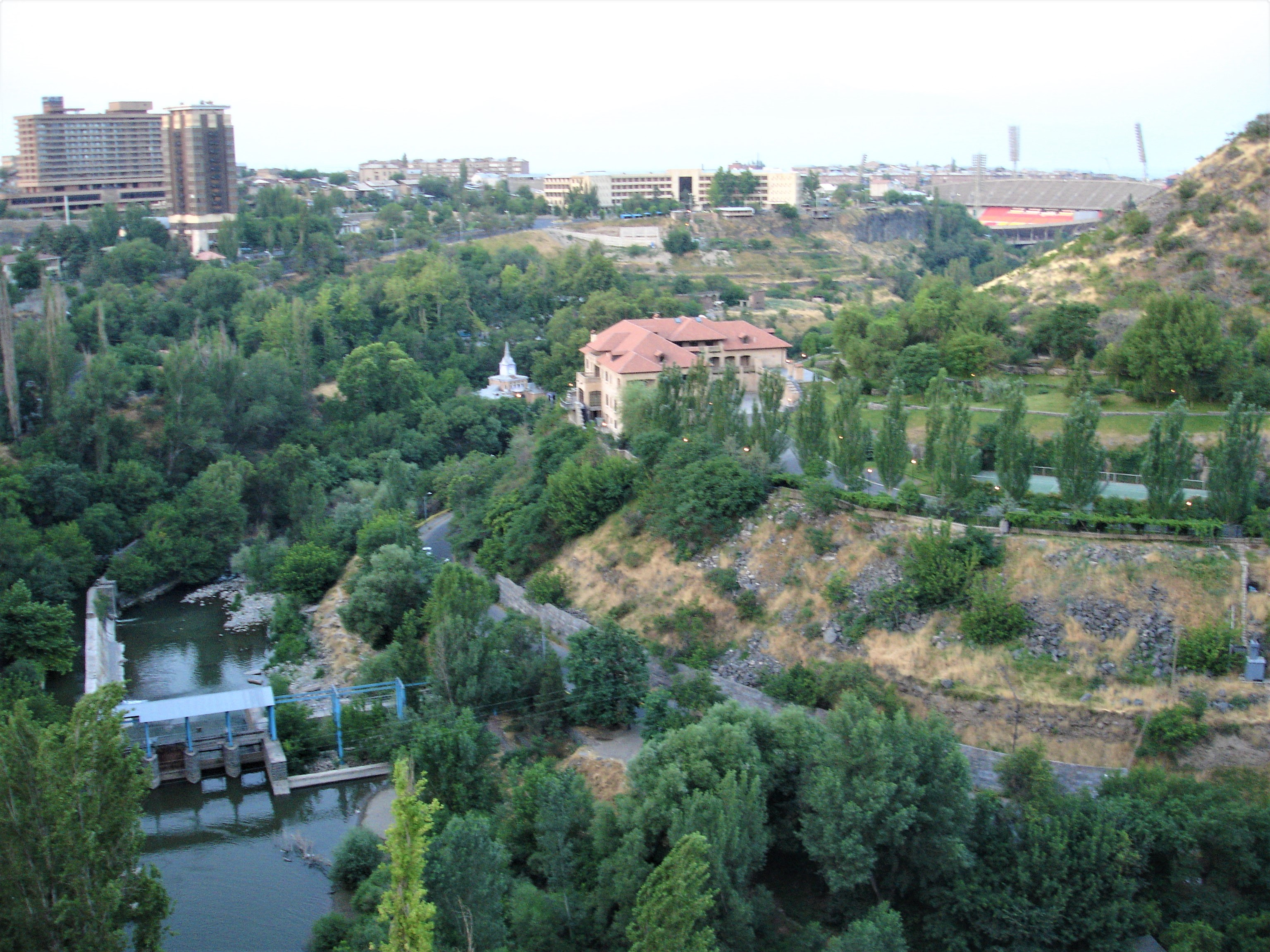
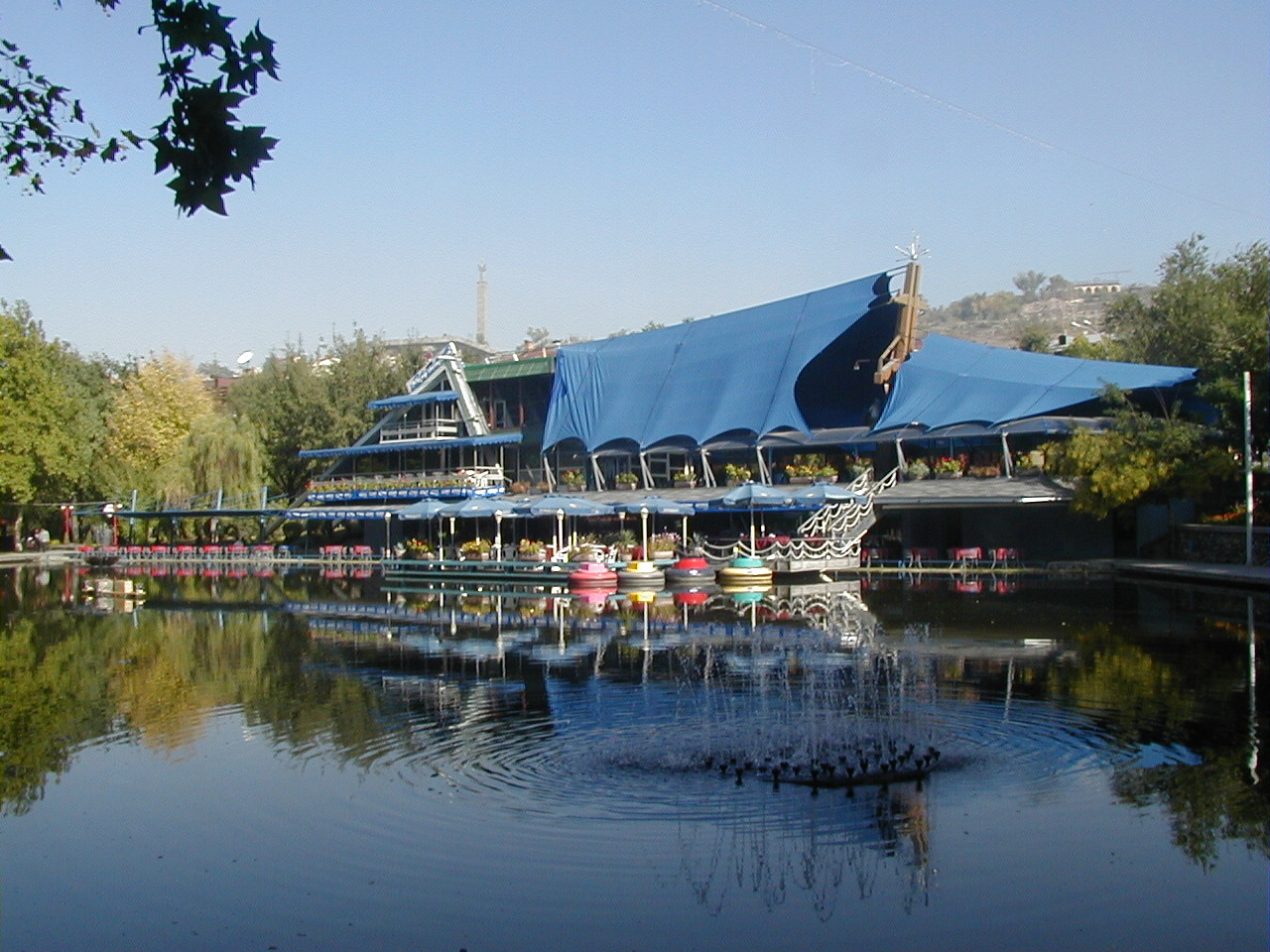
رستوران آراگاست.
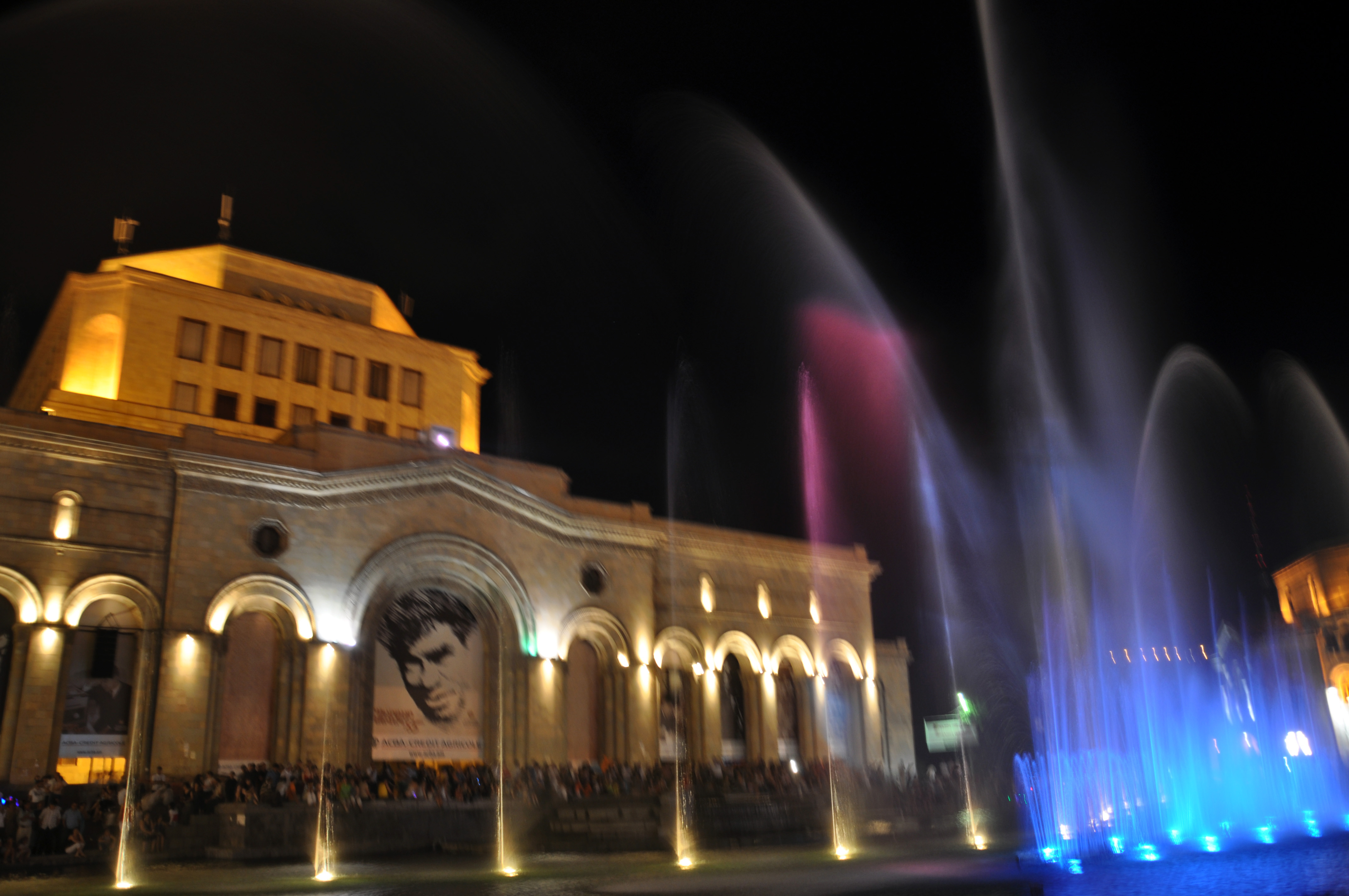
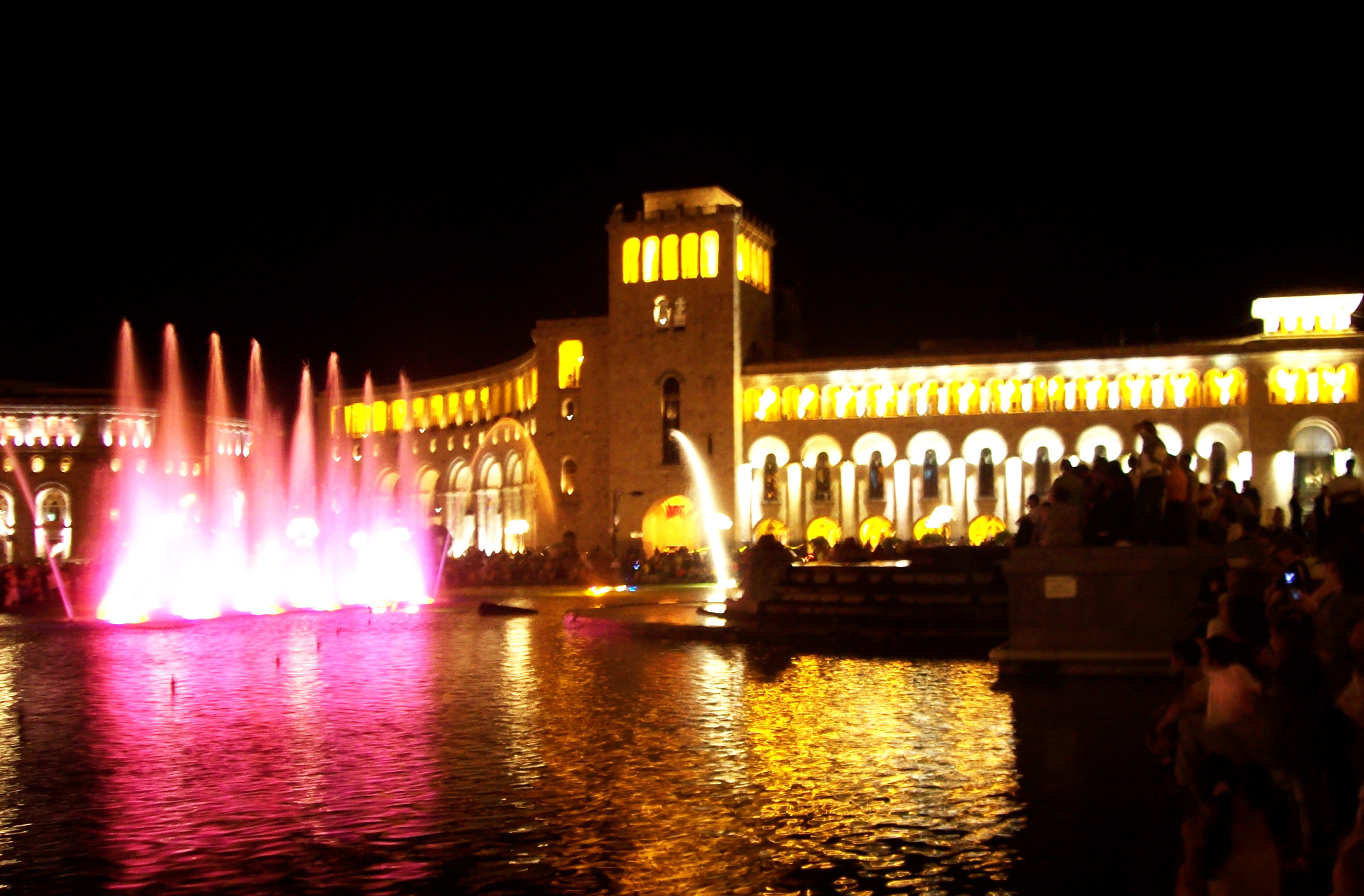
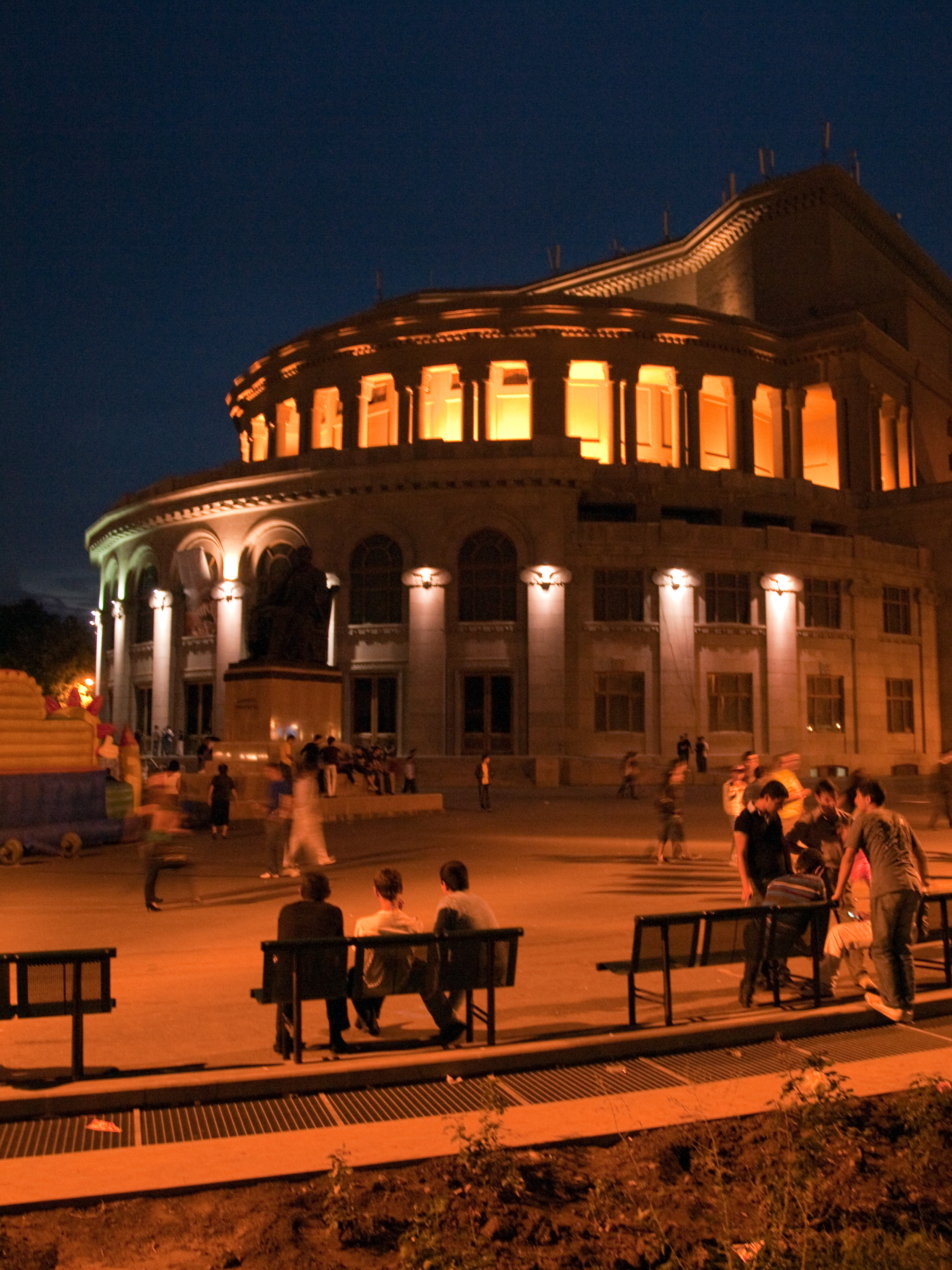
اپرای ایروان
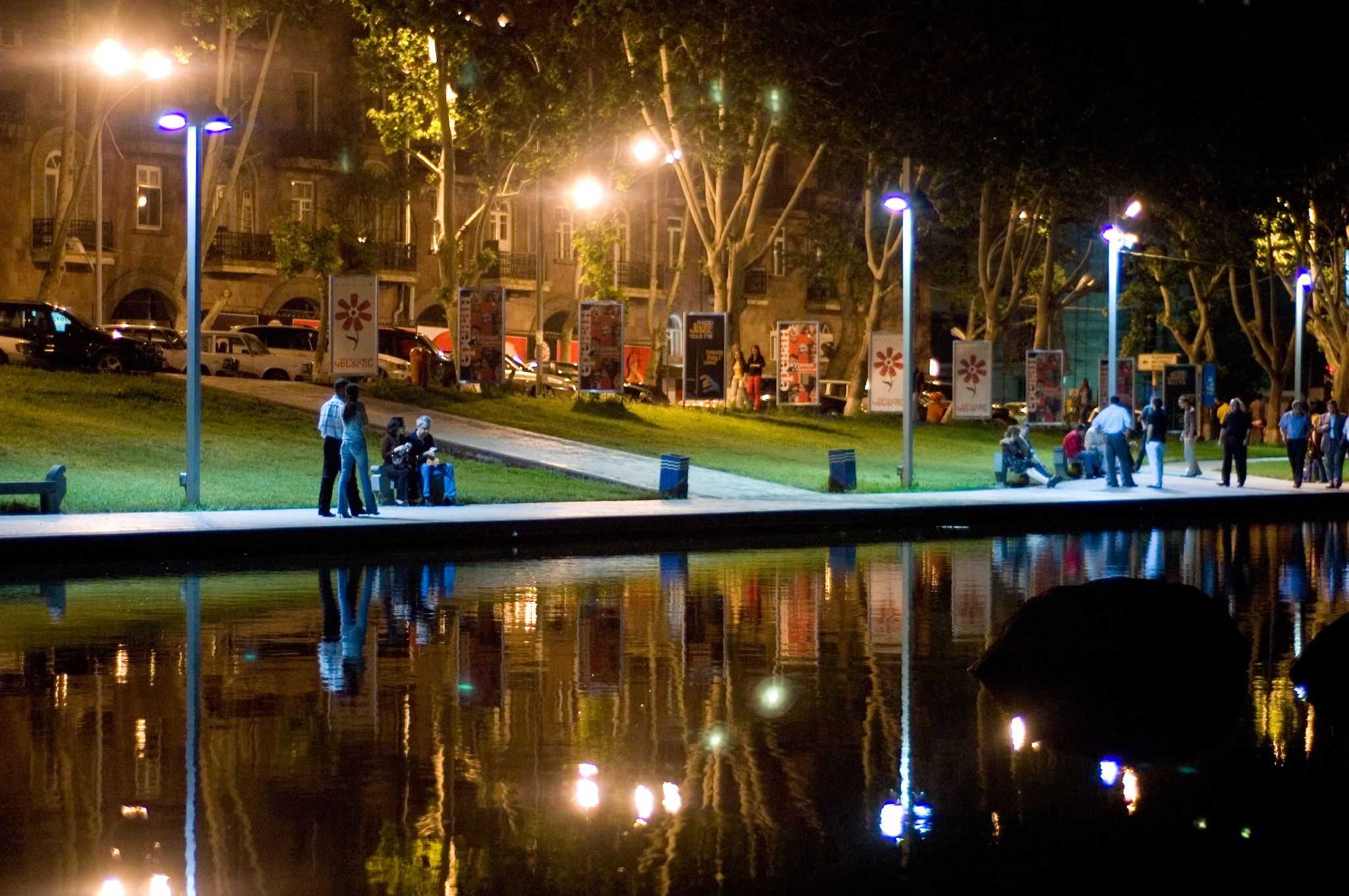
اپرای ایروان
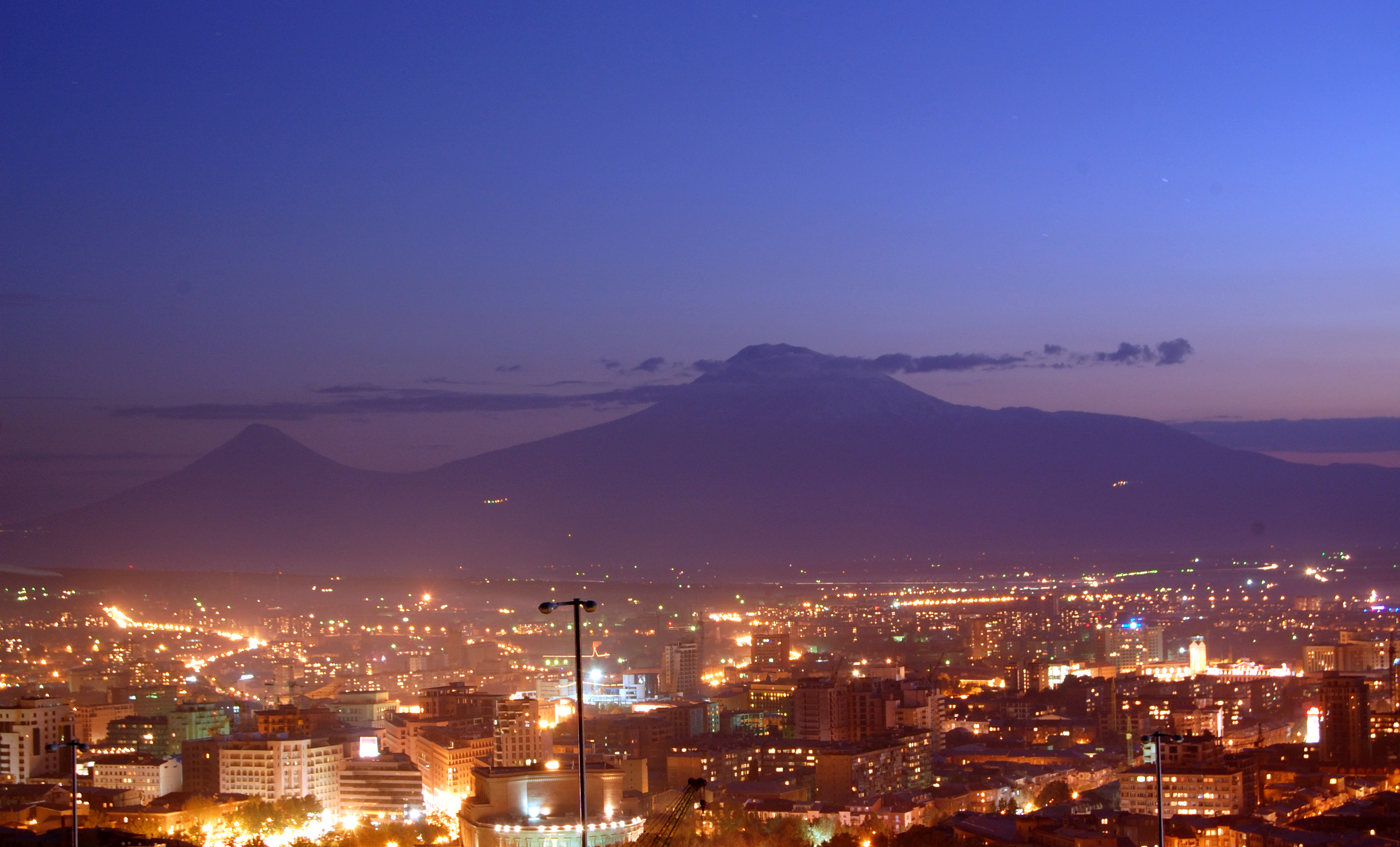
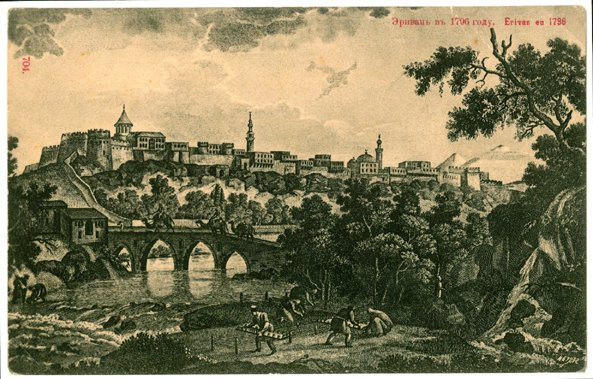
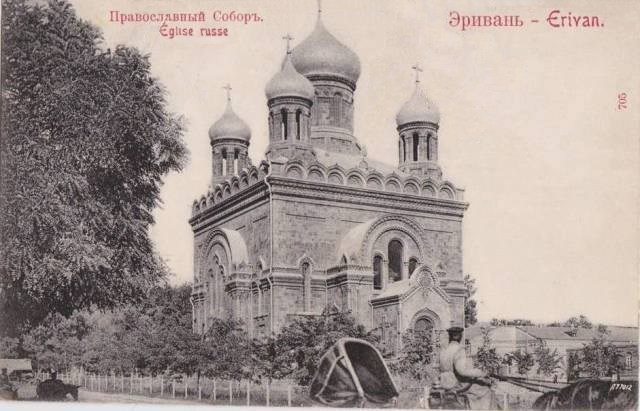
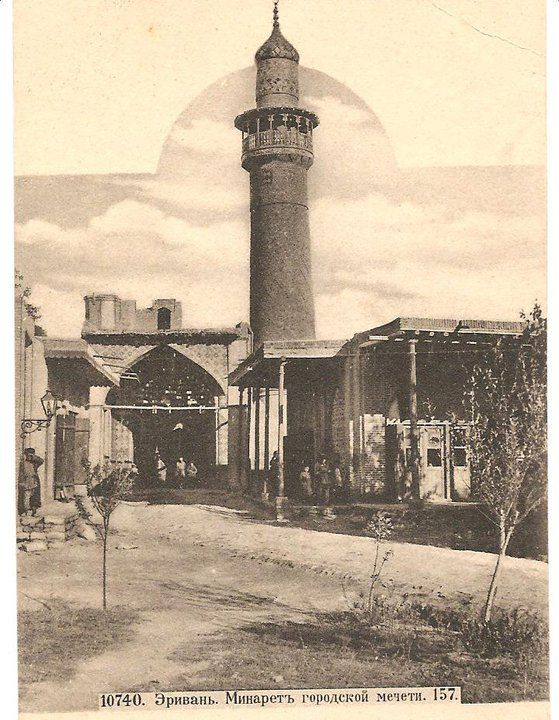
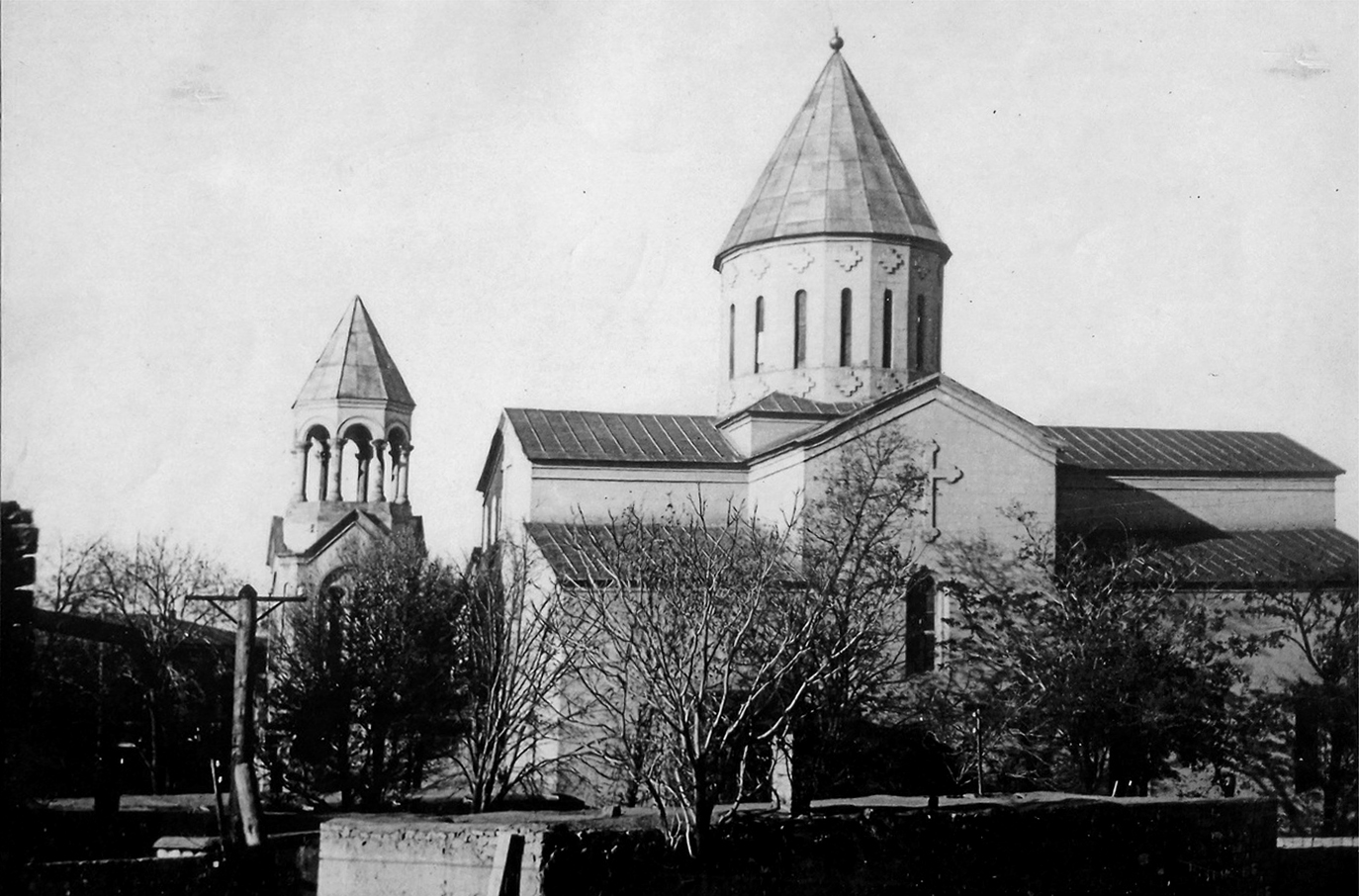

## جستارهای ویژه
- فهرست دانشگاه‌های ارمنستان

### کتابشناسی
- Adalian, Rouben Paul (2002). Historical Dictionary Of Armenia. Lanham, Maryland: Scarecrow Press, Inc. p. 377-81. ISBN 978-0-8108-4337-0.